# Eugène Chevandier de Valdrome
Pour les articles homonymes, voir Chevandier et Chevandier de Valdrome.
Jean-Pierre Napoléon Eugène Chevandier de Valdrome est un homme politique, exploitant forestier et industriel français, né le 17 août 1810 à Saint-Quirin (Moselle). Il épouse Marguerite Pauline Sahler (1820 † 1901, Kreuznach, Prusse), veuve de Charles Guillaume Vopelius, le 17 avril 1854. Il meurt sans descendance le 1er décembre 1878 à Cirey-sur-Vezouze (Meurthe-et-Moselle). Il est promu commandeur de la Légion d’honneur de la promotion du 14 août 1869.
Industriel dynamique aux connaissances techniques certaines, il gère de nombreuses affaires, essentiellement héritées de sa famille maternelle, les Guaïta et développées par son père, patron de fabrique dans l'industrie du verre, député orléaniste et pair de France. Les verreries forestières d’abord, mais également les forges, les houillères, les scieries également puisqu'il est un très important propriétaire foncier dont les intérêts s’étendent jusqu'en Allemagne. En 1858, il participe à la fusion des verreries familiales avec les manufactures de Saint-Gobain.
Devenu un des principaux chefs du tiers parti sous le Second Empire, il est nommé ministre de l’Intérieur par Émile Ollivier, en janvier 1870. Eugène Chevandier de Valdrome s’attache alors à la défense de l’Empire libéral, manifestant une solidarité sans faille avec le chef du ministère qui entretient avec lui des relations amicales et confiantes. Ministre de l'Intérieur, il est connu pour avoir commandé, à cheval, ses troupes, sur les Champs-Élysées, face aux émeutiers hostiles au régime parlementaire, lors de l'enterrement de Victor Noir. La chute de l'Empire en 1870 précipite son retrait de la vie politique, ce qui lui permet de se désolidariser d'un conflit qui nuit à ses alliances familiales et industrielles et à ses intérêts fonciers en Prusse.
Eugène Chevandier de Valdrome a écrit des traités sur la chimie et la sylviculture, notamment les travaux scientifiques suivant : Note sur l'élasticité et sur la cohésion des différentes espèces de verre, présenté à l’Académie des sciences le 2 juin 1845 et Recherches sur l’emploi de divers amendements dans la culture des forêts, également présenté à la même académie le 8 décembre 1851.

## Biographie

### Origines familiales
Les Chevandier sont originaires de Valdrôme où ils sont co-seigneurs (la Révolution française les contraint à fuir cette région) de ce village reculé d'une petite vallée du Diois. Dès la fin du XVIIe siècle la famille occupe un rang très honorable dans la bourgeoisie de cette région. Pierre Chevandier est en 1691 châtelain épiscopal du lieu de Valdrome, près de Die. François Chevandier, né vers 1668, exerce les mêmes fonctions. Il épouse le 20 avril 1703 à Beaumont-en-Diois Marie Gâche, fille de René Gâche, notaire royal et procureur du roi à Die, et en a un grand nombre d'enfants. Le plus jeune de ses fils, Jean-François-René Chevandier, né en 1729, acquiert en 1750 de la famille de Léotaud de Montauban une partie de ses droits sur la seigneurie de Valdrome. Il est dès lors connu sous le nom de Chevandier de Valdrome, patronyme conservé par ses descendants. Il épouse Louise de Vilhet d'Aguillon, d'une vieille famille de Mérindol, et en a plusieurs fils. L'aîné de ces fils, René Chevandier, né en 1761, sous-lieutenant des gendarmes du roi, périt à Paris sur l'échafaud révolutionnaire en 1794 sans avoir été marié. Le second, François Chevandier, né en 1767, juge de paix à Die, mort en 1851, est le père d'Alexandre-René Chevandier de Valdrome, président du tribunal de Die, mort en 1867, qui n'a que deux filles, mesdames Montlahuc et Pascal. Un troisième, Jean-Auguste Chevandier de Valdrôme, né à Lyon en 1781, se fixe en Lorraine.

### Industrie du verre: les verreries de Saint-Quirin
Les manufactures de glaces qu'Auguste Jean Chevandier de Valdrome dirige, entrent dans la famille grâce au mariage de ce dernier le 7 janvier 1805 à Saint-Quirin, sous l'Empire, avec Catherine de Guaïta (1782 † 1836) dont le père, Bernard de Guaita, est l'un des principaux actionnaires des verreries de Saint-Quirin, aux côtés de l'époux de sa sœur, Ève, le baron Roederer. Les Von Guaita (ou Guaïta) sont d'une très vieille famille issue de la vallée de Menaggio près du lac de Côme. Ils s’installent ensuite à Francfort. Historiquement, depuis la Révolution française, les verreries dont la création remonte au XVe siècle, sont devenues des propriétés nationales, exploitées grâce à un bail emphytéotique par des industriels privés. Auguste Jean Chevandier de Valdrome donne une nouvelle impulsion à ces verreries et les dirige durant 40 ans. C'est à lui notamment que l'on doit l'application du sulfate de soude à la fabrication du verre à vitres. Lorsque le bail consenti en 1800 est sur le point d'expirer, les verreries mises en vente par l'administration des domaines lui sont adjugées à travers sa société Auguste Chevandier de Valdrome et Compagnie, manufacturiers audit lieu, c'est-à-dire à la société bailliste, suivant procès-verbal dressé par le préfet de la Meurthe, le 25 novembre 1839.

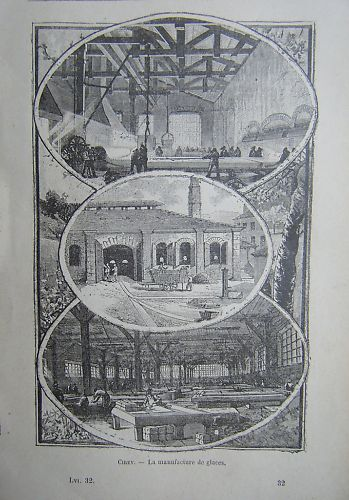
La verrerie de Cirey au XIXe siècle.

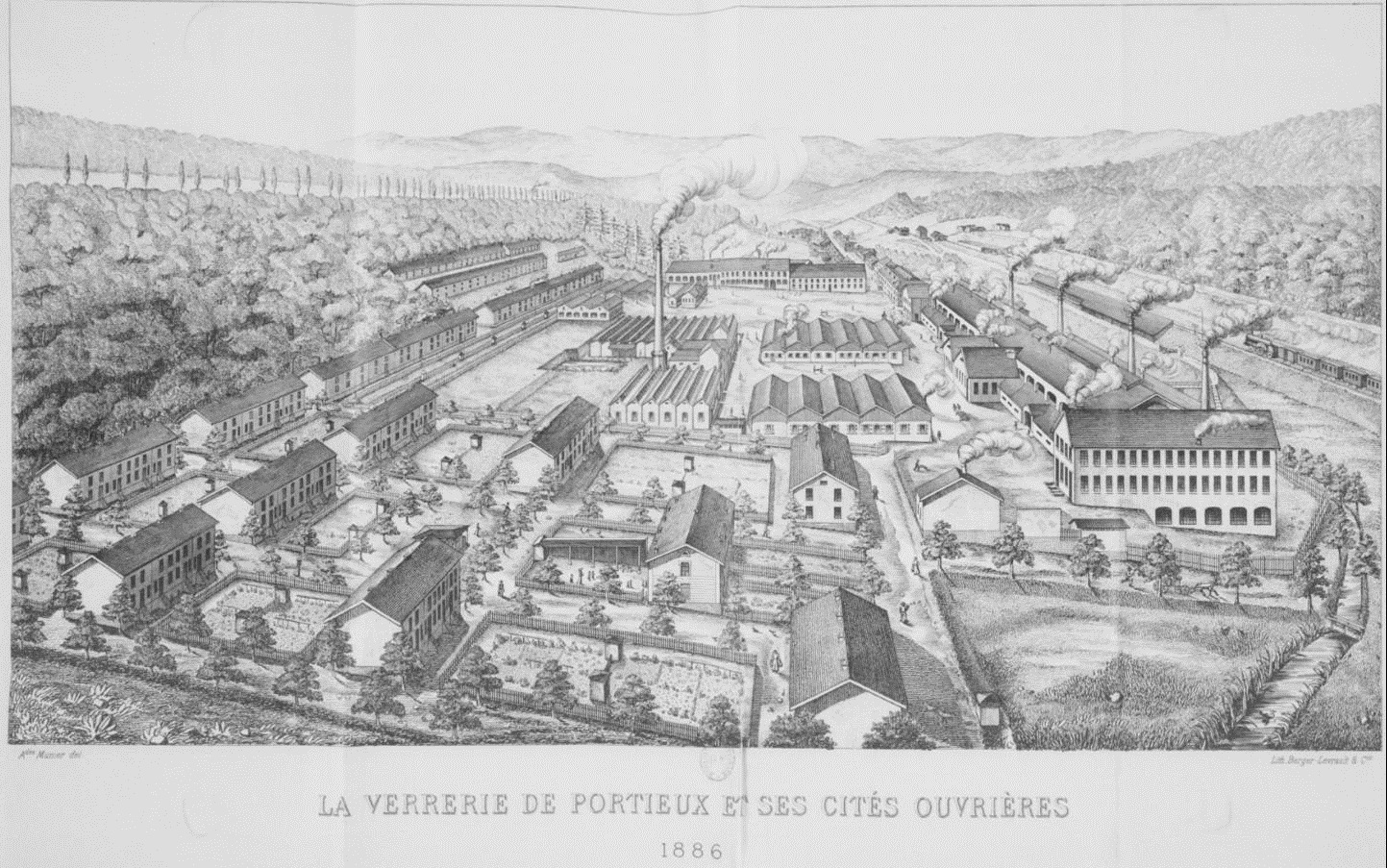
Gravure de la manufacture de Portieux en 1886.

Cette compagnie achète aussi la manufacture de glaces de Cirey et le Maître verrier fusionne rapidement les deux établissements qui prennent la dénomination de Compagnie des manufactures de glaces et verres de Saint-Quirin, Cirey et Monthermé. Ses statuts sont approuvés par une ordonnance royale du 2 août 1844. Le siège de la société est établi à Paris. Georges et son frère Eugène Chevandier de Valdrome succèdent naturellement à leur père, mort dans son château de Sainte-Catherine le 6 octobre 1865 et enterré dans l'église priorale de Saint-Quirin. En 1858, les manufactures de Saint-Gobain, le grand rival national, fusionnent avec la Compagnie des manufactures de glaces et verres de Saint-Quirin, Cirey et Monthermé. La famille Guaita (Chevandier de Valdrome, Roederer, Guaita) devient ainsi actionnaire de la Société des Manufactures des glaces et produits chimiques de Saint-Gobain, Chauny et Cirey.
Eugène Chevandier de Valdrome abandonne cependant la voie scientifique pour se consacrer à la direction et à la gestion industrielle de la verrerie familiale, la Compagnie des manufactures de glaces et verres de Saint-Quirin, Cirey et Monthermé, sur les traces de son père, Jean-Auguste Chevandier de Valdrome.

#### Cristallerie de Portieux
Eugène Chevandier de Valdrome s'investit aussi dans le projet familial de reprise et de relance de la Cristallerie de Portieux grâce à l'étendue de ses connaissances techniques puisqu'il est ingénieur de l'École Centrale (promo 1834). C'est à son domicile de Cirey que s'élabore le traité d'achat de la verrerie de Portieux.

#### Relations avec les ouvriers

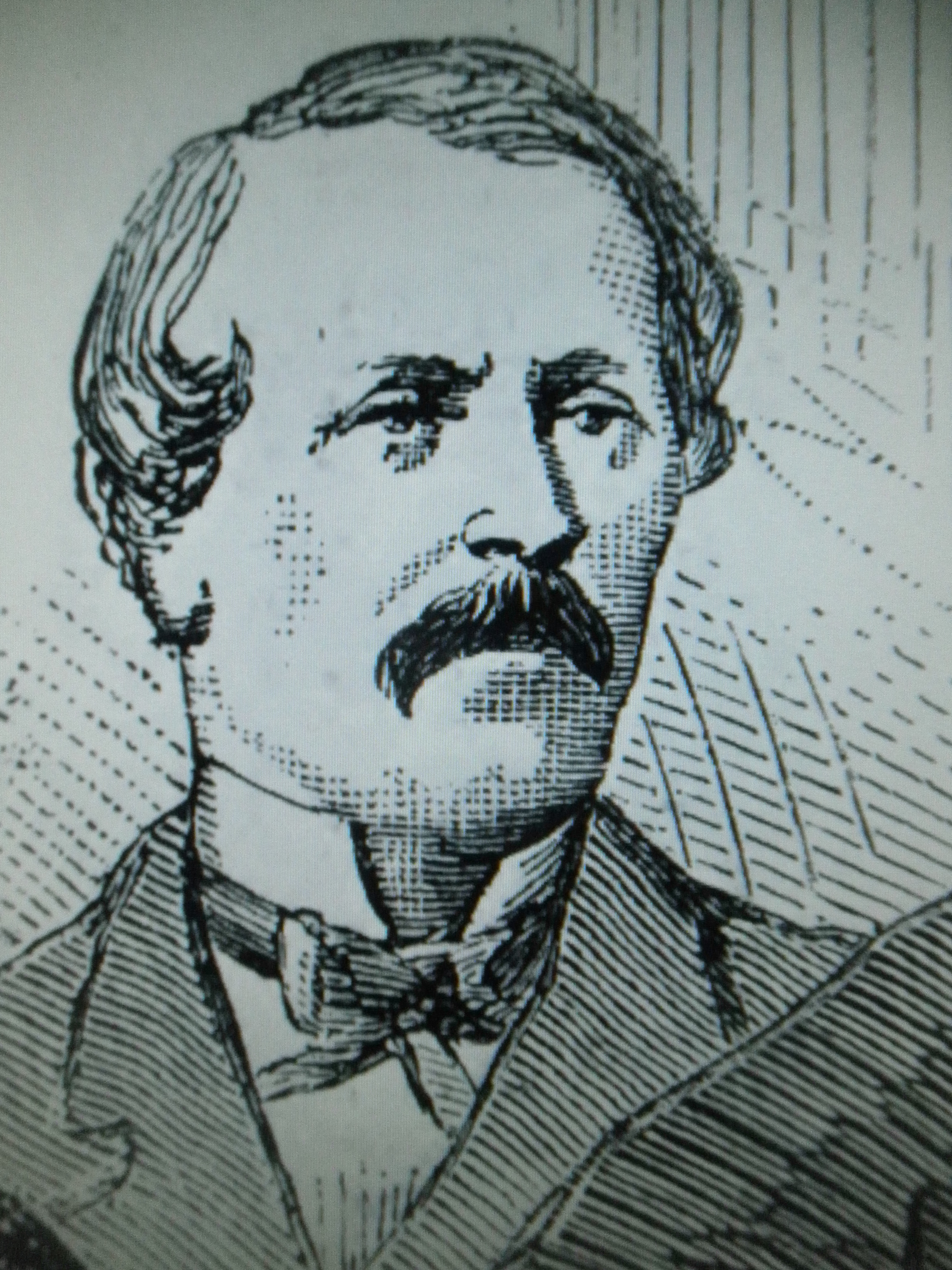
Eugène Chevandier de Valdrome vers 1854.

Les manufactures de Cirey emploient des enfants car leur présence, précieuse, ne peut être éliminée de la grande industrie et le travail à domicile n'est pas toujours possible. Ce constat amène le directeur Chevandier de Valdrome à partager en deux groupes la masse des enfants ouvriers, suivant un fonctionnement qui rappelle celui des salines. « D'un côté, il place ceux qui contribuent à la fabrication du verre et qui doivent respecter la loi, et de l'autre, les autres qui ne remplissent pas de tâches régulières, comme relever le bois, occupation qui fluctue considérablement avec les saisons. De plus, le sous-préfet de Sarrebourg qui se fait le porte-parole des maîtres verriers explique dans ses rapports que pour être performant à 16-18 ans, un jeune doit commencer à travailler très jeune ». Chevandier de Valdrome évalue à 1 500 le nombre de ses ouvriers dont 50 enfants. Le sous-préfet de Sarrebourg lui fait expédier des livrets d'enfants ouvriers en englobant dans les effectifs ces petits travailleurs temporaires. L'entrepreneur renvoie ceux dont il n'a plus usage.
Les industries de Cirey et de Saint-Quirin, grâce à l'esprit chrétien de leurs dirigeants, semblent favoriser un système de prévoyance pour les ouvriers qui placent une partie de leurs salaires dans des institutions d'épargne au sein de la manufacture, conformément à l'initiative philanthropique de la famille Chevandier de Valdrome.

### Savant et industriel

#### Formation scientifique
Après des études de mathématiques et de chimie à l'École centrale des arts et manufactures, Eugène Chevandier de Valdrome devient répétiteur de géométrie descriptive. Il est nommé directeur du laboratoire de chimie de l'école. Le père Henri Lacordaire le rencontre alors qu'il postule une place vacante à l'Institut.
Eugène Chevandier de Valdrome est également membre correspondant de l'Académie des Sciences (section d'Économie rurale) en 1857, grâce à ses recherches en chimie forestière. Le 5 avril 1847, il fait une communication à l'Académie des sciences, sous le titre « Considérations générales sur la culture forestière en France », qui est reproduite dans les Annales forestières et dans laquelle il s'interroge sur la possibilité dans un siècle de pallier la prévisible pénurie d'énergie ? Ses travaux scientifiques apportent une solution : grâce au bois, en se rappelant que, d'après l'administration des mines, un stère de bois (pesant en moyenne 360 kilos) fournit autant de chaleur que 180 kilos de houille. Il faut donc trouver, en France, au niveau d'industrialisation de 1847, entre 30 et 35 millions de stères de bois supplémentaires à récolter, et probablement bien davantage. Pour cela, Chevandier de Valdrome propose deux voies à suivre, l'augmentation de la production des forêts existantes et le reboisement massif et soutenu. Ce qui amène Jean Pardé qui examine ces solutions, à considérer le savant comme « un précurseur audacieux des actuels futurologues ».

### Compagnie des chemins de fer de l'Est

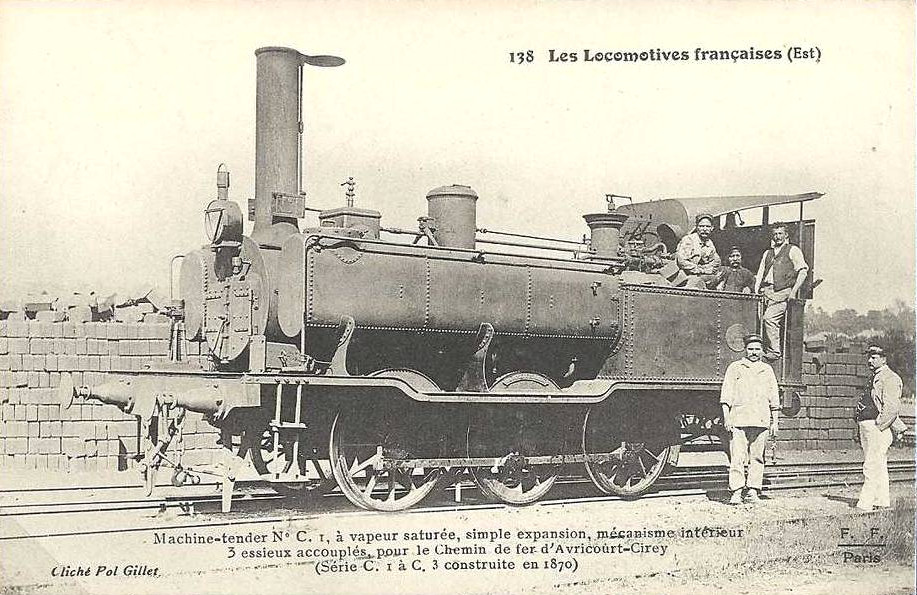
Le chemin de fer à Cirey en 1870.

En 1848, l'industriel lorrain devient administrateur de la manufacture de Saint-Gobain et y fréquente Augustin Cochin, également actionnaire de cette entreprise qui fusionne ensuite avec celle de Saint-Quirin pour donner naissance à une raison sociale longtemps célèbre (jusqu'en 1960), la Manufacture des glaces et produits chimiques de Saint-Gobain, Chauny et Cirey,. Eugène Chevandier de Valdrome administre aussi la Compagnie des chemins de fer de l'Est. Un traité est passé les 26 octobre 1867 et 21 janvier 1868, entre le préfet du département de la Meurthe et cette compagnie pour la construction et l'exploitation du chemin de fer d'intérêt local d'Avricourt à Cirey, par Blamont. Il fait donc construire — à la suite du décret impérial du 26 juillet 1868 entérinant le traité — la voie ferrée de Cirey qui permet l'écoulement du produit de sa verrerie mais s'oppose à son prolongement vers Val-et-Châtillon qui traverse ses forêts. Il est logiquement membre du Cercle des chemins de fer, sorte de syndicat qui a pour but de réunir tous les hommes qui ont contribué à fonder et à développer l'industrie des chemins de fer et ceux que cette industrie intéresse. Sa fortune est considérable. L'écrivain Alexandre Chatrian, proche de l'industriel sollicite d'Eugène Chevandier de Valdrome un emploi correctement rémunéré mais lui laissant du temps pour écrire ; c'est ainsi que l'homme de lettres intègre en 1852 le service des Titres à la Compagnie des chemins de fer de l’Est.

### Exploitant forestier

#### Travaux scientifiques sur le rendement des forêts

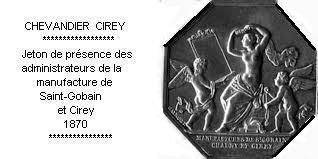

Eugène Chevandier de Valdrome entreprend de déterminer rigoureusement la valeur de l’unité ou du terme de comparaison employé dans l’évaluation du rendement des forêts. Cette unité est le stère, dont les dimensions sont définies mathématiquement, mais dont la valeur utile n’a pas encore été recherchée. Il définit donc dans ses travaux ce qu’un stère des diverses espèces ou essences de bois renferme en poids de matière combustible, et quelle est la quantité de chaleur qu’il peut donner, afin de reconnaître avec précision le produit réel d’une forêt. Ses recherches et ses calculs portent sur environ 15 000 hectares de forêts, et embrassent des périodes qui varient de 25 à 80 ans. Il soumet à des expériences 636 stères de bois, appartenant à dix espèces différentes, coupes sur toute espèce de terrain et à toute sorte d’exposition. Il peut ainsi apprécier les variations dépendantes du climat, de l’exposition, de la nature du sol, du mode d'aménagement ou d’exploitation, et peut également comparer le revenu que donnent les arbres avec celui que l’homme retire de l’agriculture.
Pour déterminer le poids réel du stère, Chevandier de Valdrome prend un certain nombre d’échantillons, les réduits en poudre, les dessèchent à une température de 140 degrés, et dans le vide, jusqu’à ce qu’ils aient perdu leurs dernières parcelles d’humidité.
Pour évaluer le pouvoir calorifique des diverses essences, le scientifique admet deux hypothèses. Il regarde comme ne produisant pas de chaleur l’oxygène et l’hydrogène qui entrent dans la composition du bois en proportions nécessaires pour former de l’eau. Toute la chaleur sensible provient donc du carbone et de l’hydrogène en excès. Chevandier suppose en outre que ces deux substances, qui se trouvent dans le bois sous la forme de composés organiques, dégagent en brûlant la même quantité de chaleur que si elles étaient libres et isolées. Il résulte de ses recherches que le pouvoir calorifique peut varier de 10 à 7, c’est-à-dire de près d’un tiers, selon l’espèce de bois qu’on emploie. Le meilleur de tous est le chêne à glands sessiles. Voici dans quel ordre se placent, selon ses conclusions, les essences qu’il a étudiées : 1° chêne à glands sessiles, 2° hêtre, 3° charme, 4° bouleau, 5° chêne à glands pédiculés, 6° aulne, 7° sapin, 8° saule, 9° tremble, 10° pin.
Pour se rendre compte du rendement de ses forêts, Eugène Chevandier de Valdrome examine plus particulièrement le produit de deux futaies de hêtre et de chêne croissant dans des terrains dont la nature et l’exposition diffèrent notablement. Il résulte de ses calculs que l’accroissement moyen annuel est par hectare d’environ 9 stères et demi de bois et de 100 fagots.

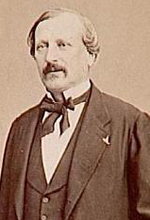
Eugène Chevandier de Valdrome en 1850.

#### Reconstitution des forêts du massif vosgien
Eugène Chevandier de Valdrome est un important propriétaire forestier puisqu'il possède au compte de sa famille et des sociétés qu'il dirige, plus de 4 000 ha ; il participe entre 1844 et 1848 aux travaux des Conférences forestières. En 1847, dans le cadre du reboisement du domaine vosgien des Glaceries de Cirey, il sème 2 733 kg de pin sylvestre, 210 kg de pin noir d'Autriche, 1 153 kg de mélèze, 2 900 kg d'épicéa, 5 780 kg de sapin distique et 6 650 kg de hêtre blanc. Il plante 287 800 feuillus et 1 467 400 résineux. Dans sa séance du 20 janvier 1847, la Société d'encouragement pour l'industrie nationale lui décerne une médaille d'or pour son action persévérante dans la reconstitution des forêts du massif vosgien. Élu vice-président (1853-1866) puis président (1866-1873) de la Société forestière de France, il publie plusieurs Mémoires sur l'aménagement et la direction des forêts. En sa qualité de député de la Meurthe, élu depuis 1859, Eugène Chevandier de Valdrome est, avec le conseiller d'État M. de Lavenay, le rapporteur d'une loi du 18 juillet 1860 qui permet de constituer en montagne des périmètres de reboisement d'après l'état du sol et les dangers qui en résultent pour les terrains inférieurs.
Le 16 décembre 1868, Eugène Chevandier de Valdrome et de nombreux propriétaires terriens fondent à Paris, rue Le Peletier, la Société des agriculteurs de France « pour substituer à l'action administrative l'initiative individuelle ou collective dans la perspective d'une plus grande efficacité dans la défense de la propriété ».
Il a le temps avant sa mort de relater l'aventure agricole familiale en marge des verreries et cristalleries familiales dans un mémoire paru en 1877, Exploitation agricole de Cirey : mémoire pour le concours à la prime d'honneur en 1877, dans le département de Meurthe-et-Moselle : neuf années d'exploitation (1868 à 1876).

#### Cantonnements des droits d'usage et droits d'octroi

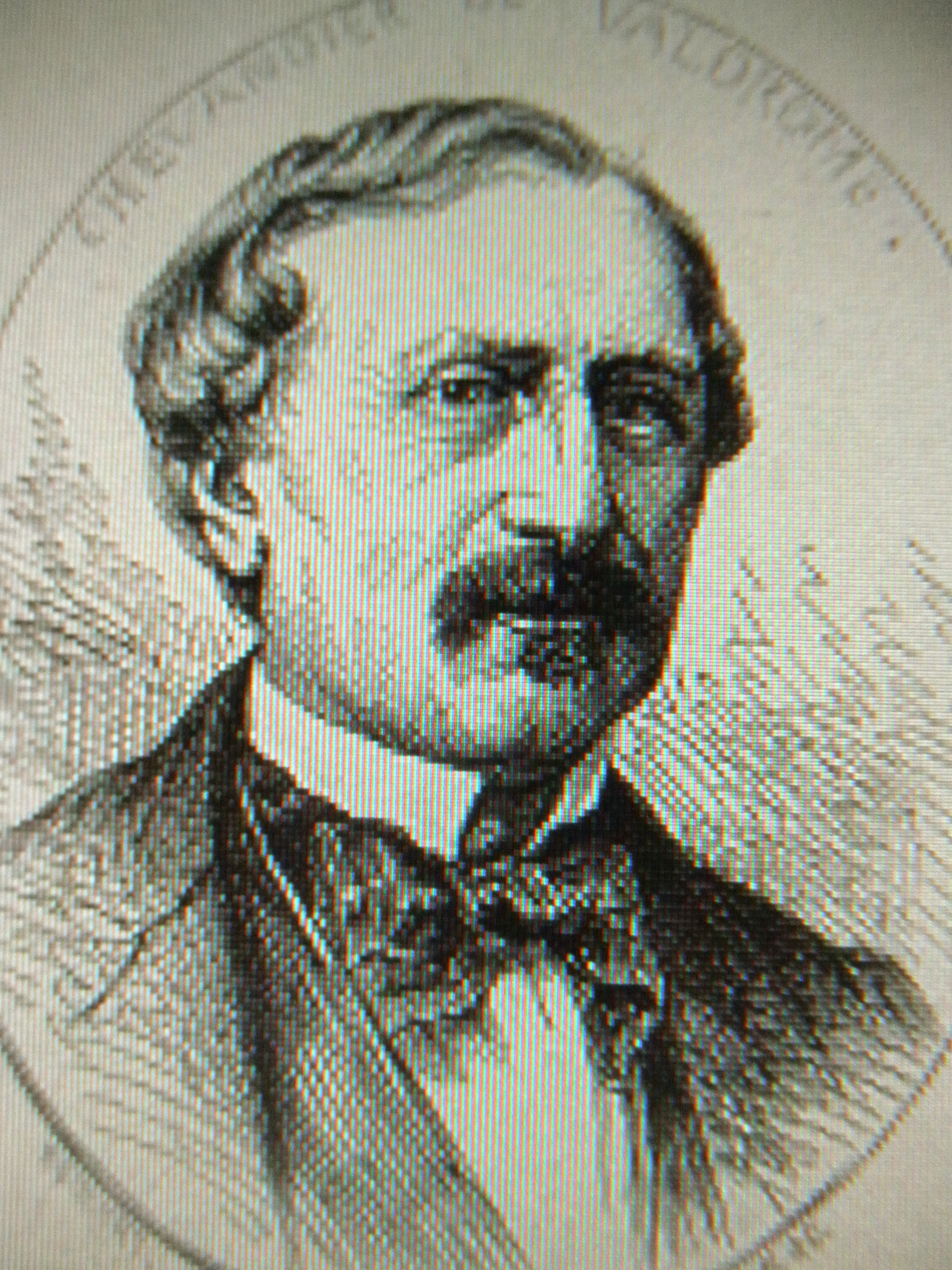
Eugène Chevandier de Valdrome, président de la Société forestière de 1866 à 1873.

L'exploitant forestier lorrain s'oppose aux cantonnements des droits d'usage du bois et aux aliénations, prévus par le décret impérial du 12 avril 1854 car « il voit dans ces mesures la constitution d'une propriété collective, soit par mutation usagère, soit par achat. Et celle-ci lui semble aussi détestable que la propriété de l'État ». Il s'oppose donc au décret de 1854 non pas à cause de l'indemnité prévue par le texte mais plutôt en raison des incidences qu'a cette mesure sur le transfert foncier. Ainsi à Abreschviller, le 3 décembre 1869, le cantonnement des droits de 18 propriétaires possédant 336 jours de scierie est résolu. Le verrier de Saint-Quirin qui en possède à lui seul 80 jours, s’empresse d’en acquérir 32 supplémentaires malgré l’interdiction officielle. Lorsque la guerre de 1870 intervient, l’administration allemande se montre beaucoup moins compréhensive que l’administration française. Elle estime au double de l’estimation faite par l’administration française la valeur des forêts attribuées en échange des jours de scierie. Cette méthode provoque alors des réactions de défiance au pouvoir allemand dans l’opinion publique française. Le Chancelier Otto von Bismarck intervient en 1875 pour que l’administration allemande se conforme aux propositions de l’administration française. Les opérations de cantonnement engagées sont finalement menées à leur terme.
Il milite aussi pour une baisse des droits d'octroi et pense que « c'est en venant s'appuyer sur les besoins des classes pauvres que l'on pourra obtenir un abaissement relatif des droits d'octroi ».
Il voyage dans toute l'Europe et devient membre actif de la Société Impériale des Naturalistes de Moscou comme le précise le Bulletin de la Société des naturalistes de Moscou en 1877. Il est enfin président de la section de sylviculture à la Société des agriculteurs de France (1868 – 1873). La démarche d'Eugène Chevandier de Valdrome, nommé ministre de l'Intérieur par Émile Ollivier dans le cabinet du 2 janvier 1870, en vue du rattachement des forêts au ministère de l'Agriculture échoue en raison de la guerre. Il quitte finalement son poste en août 1870, se désolidarisant d'un conflit qui nuit à ses alliances et ses intérêts fonciers et industriels en Prusse.

### Homme politique

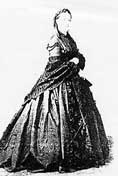
Pauline Sahler, épouse prussienne d'Eugène Chevandier de Valdrome, bienfaitrice de Cirey.

#### Chef du Tiers parti

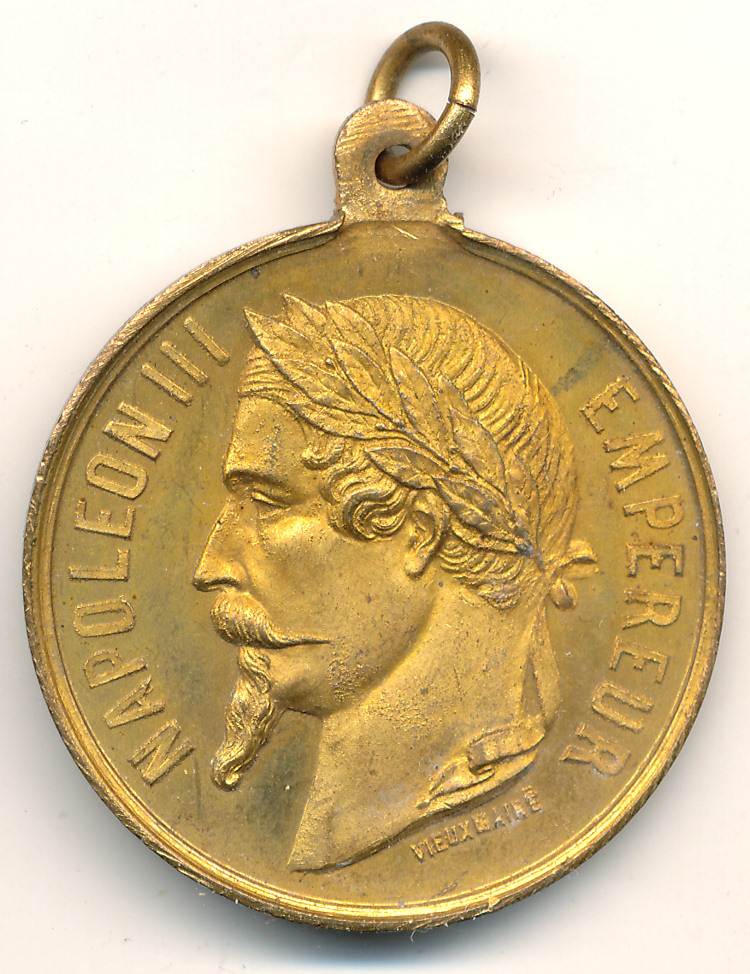
Médaille en bronze doré à l'effigie de l'Empereur, frappée à l'occasion du plébiscite du 8 mai 1870.

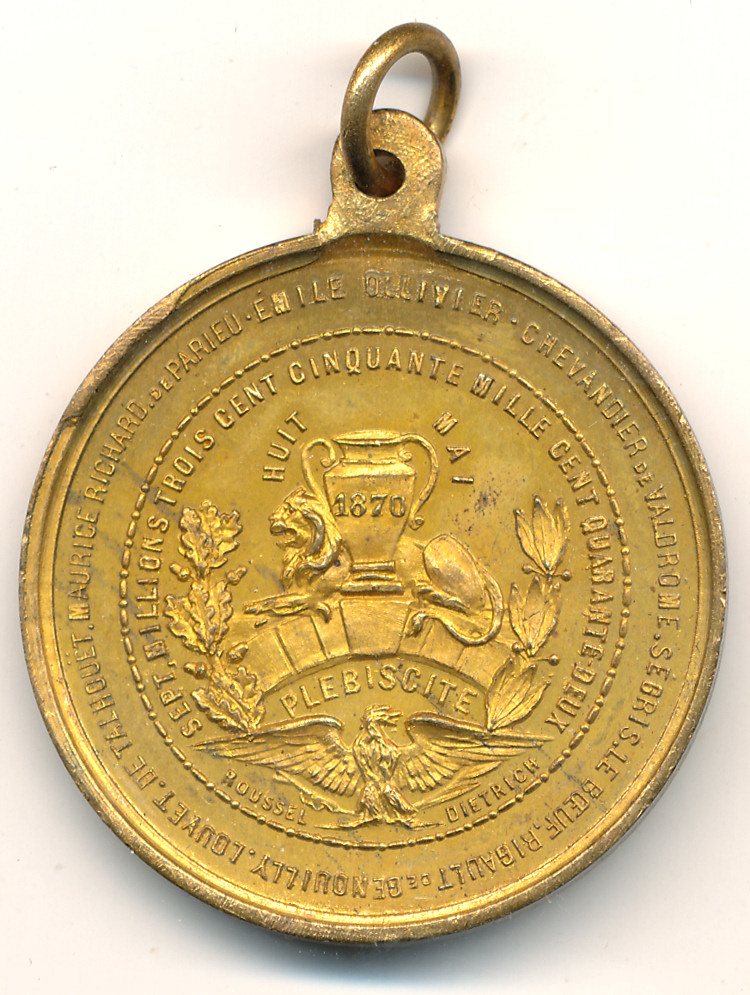
Revers de la médaille avec les noms des personnages qui ont soutenu Napoléon III : Émile Ollivier, Chevandier de Valdrome, Ségris, Le Bœuf, Rigault de Genoully, Louvet, De Talhouet, Maurice Richard, De Parieu et le nombre de suffrages : sept millions trois cent cinquante mille cent quarante deux.
Agrandissez l'image pour lire les noms

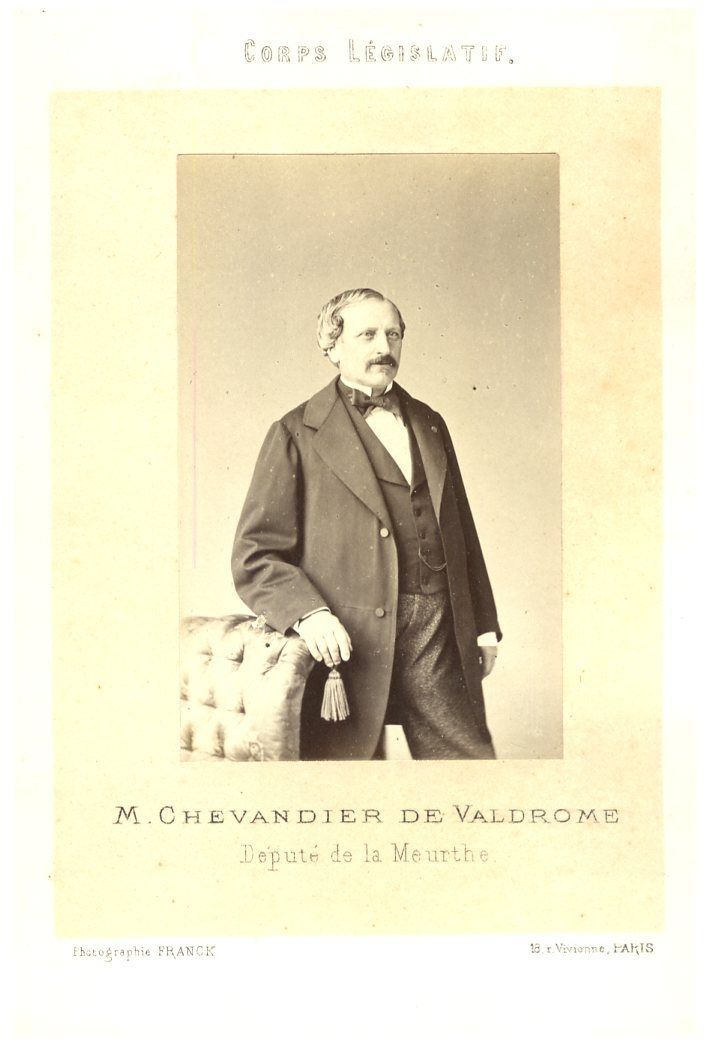
Chevandier de Valdrome en 1869.

##### Député
En 1848, il est membre du conseil général de la Meurthe pour le canton de Lorquin. Il devient député de la Meurthe au Corps législatif de 1859 à 1869 sous l'étiquette de la Majorité dynastique : le 24 juillet 1859, la 3e circonscription électorale de la Meurthe l'élit député au Corps législatif par 28 804 voix (28 969 votants, 33 730 inscrits), en remplacement de Louis René, baron Viard, décédé. Il est réélu le 1er juin 1863, par 27 686 voix (28 093 votants, 30 976 inscrits). Il est à nouveau réélu, le 24 mai 1869, par 27 631 voix sur 28 393 votants et 33 553 inscrits. Eugène Chevandier de Valdrome s'attache à l'Empire libéral et il est candidat officiel de l'Empire, mais il est d'opinion catholique et libérale puisque c'est grâce à lui que sa sœur, Hortense Pauline, baronne de Prailly,, fait la connaissance du père Henri Lacordaire en 1835.

##### Interpellation des 116
Rapporteur du projet de loi sur le reboisement des montagnes, sur l'Exposition universelle de 1867, Eugène Chevandier de Valdrome signe en 1869 « l'interpellation des 116 [députés] » (dont il a préparé le texte avec Buffet, Plichon, Segris, Louvet et Ollivier) tendant à la constitution d'un « ministère responsable » et qui porte sur la nécessité de donner satisfaction aux sentiments du pays, en l'associant d'une manière plus efficace à la direction de ses affaires. Napoléon III finit par céder et le sénatus-consulte du 6 septembre donne au Corps législatif des prérogatives parlementaires, instaurant ainsi un véritable bicamérisme. Eugène Chevandier de Valdrome prend une part active aux travaux législatifs.

#### Nomination du ministre de l'Intérieur
Autoritaire et cassant, mais habile politicien, il ne tarde pas à manifester son opposition à la politique italienne de Napoléon III et à revendiquer une évolution du régime. Principal chef du Tiers parti, il accède à la vice-présidence de la chambre en 1869 aux côtés de Napoléon Daru et de Auguste de Talhouët-Roy. Quelques tractations entre l'empereur et Émile Ollivier sont nécessaires avant la nomination d'Eugène Chevandier de Valdrome au ministère de l'Intérieur :

« L'Empereur acceptait tous ces noms, demandant seulement de mettre Gandin à l'Intérieur, et Chevandier au Commerce. Il m'attendait à quatre heures pour terminer. Ma réponse fut : « Sire, je me considère comme impuissant à former un ministère autre que celui que j'ai proposé à Votre Majesté. Gandin à l'Intérieur produirait un mauvais effet, tandis que Chevandier inspirera confiance et sera un ministre remarquable. Si je prenais l'Intérieur au lieu de la Justice, rien ne serait terminé. Il resterait à choisir un ministre de la Justice, et ni dans la Chambre, ni au dehors, je ne connais personne qui m'inspirerait à la Justice la confiance que Chevandier m'inspirera à l'Intérieur. »

— Émile Ollivier, L'Empire Libéral, le Ministère du 2 janvier, 1908, tome XII, page 208.
Il est finalement nommé ministre de l'Intérieur (2 janvier – 9 août 1870) dans le cabinet d'Émile Ollivier où il remplace Adolphe de Forcade Laroquette, démissionnaire. Il est d'une fidélité totale envers l'Empereur et reçoit au ministère la cousine de ce dernier, la princesse Julie Bonaparte. Émile Ollivier nomme Chevandier de Valdrome à l'Intérieur pour imprimer à l'Administration une direction nouvelle : le baron Haussmann, célèbre préfet de la Seine, est disgracié à ce moment-là pour apaiser la nouvelle majorité parlementaire et reçu en grand uniforme une dernière fois au ministère le 10 janvier 1870 par Chevandier de Valdrome,. Le baron Haussmann relate ainsi sa disgrâce dans ses mémoires :

« Le fils [Eugène] de M. Chevandier [Jean-Auguste], qui portait le nom de Chevandier de Valdrome fut à son tour député sous le Second Empire. Il fit partie du néfaste Ministère Ollivier, auquel on doit la modification, prétendue libérale, de la Constitution de 1852, et la funeste guerre de 1870. Celle-ci précipita la chute de l'Empire, que celle-là, plus lentement et non moins sûrement, eût amenée, par le rétablissement du Régime Parlementaire en France. Chargé du portefeuille de l'Intérieur, pour lequel aucune aptitude spéciale ne semblait le désigner, M. Chevandier de Valdrome contre-signa le décret me relevant de mes fonctions de Préfet de la Seine. Le père avait contribué de son mieux à me faire ouvrir la carrière administrative, en 1831 ; le fils servit d'instrument pour la clore derrière moi, comme on le verra finalement, en 1870, plus de trente-huit ans après. Singulier contraste. »

— Georges Eugène Haussmann, Mémoires du baron Haussmann, 1890, page 48.
Le nouveau ministre de l'Intérieur donne une certaine liberté d'action au préfet de police de Paris Joseph Marie Pietri, qu'il reçoit en janvier 1870 pour lui donner les pleins pouvoirs.

#### Assassinat de Victor Noir

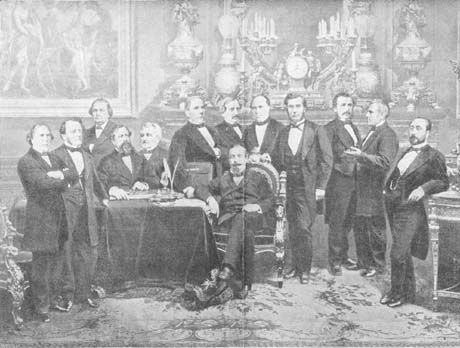
Le Cabinet Émile Ollivier réuni autour de l'Empereur. Chevandier de Valdrome, debout derrière Napoléon III.

En matière d'ordre public, son action est caractérisée par une grande fermeté mise en œuvre de sang-froid. Ainsi après l'assassinat de Victor Noir par Pierre-Napoléon Bonaparte, le 10 janvier 1870, Eugène Chevandier de Valdrome, ministre énergique craignant une insurrection lors des obsèques du défunt, déclare au Conseil : « Je revendique la responsabilité de tout, à condition que je dirige tout [sic]. » Donnant l'exemple, le 12 janvier 1870 à 17 heures, il est à cheval, au Rond-Point des Champs Élysées, face à la cohue révolutionnaire où l'on reconnait le député Henri Rochefort, qui les descend, derrière le cercueil du jeune journaliste :

« (…) Chevandier ne laissa apercevoir à aucun de ceux qui l'entouraient sa préoccupation intérieure. Avec un sang-froid et un courage admirables, il prit ses dispositions. Il ne voulut pas exposer les hommes de la police à une lutte désespérée dont l'issue eût été désastreuse. Il les fit entrer dans le poste et resta seul à cheval dans les Champs-Élysées se demandant avec anxiété si ce seraient les troupes ou les émeutiers qui déboucheraient les premiers devant lui. Grâce à la sagesse de Rochefort ce furent les troupes. Il ordonna à la cavalerie de se masquer derrière le Palais de l'Industrie et d'envoyer, lorsqu'il l'aurait requis, un fort peloton barrer les Champs-Élysées en arrière de la ligne des sergents de ville (…) »

— Émile Ollivier, L'Empire Libéral : Le Ministère du 2 janvier, t. XII, Paris, Garnier frères, 1908, p. 433.
Le ministre l'Intérieur, fort de ce succès que représente la dispersion des émeutiers, suscite l'admiration de la presse proche de l'Empire. Le Journal des débats constate, en évoquant l'attitude courageuse d'Eugène Chevandier de Valdrome, « Nous avons vu des ministres placés depuis beaucoup plus longtemps à la tête de l'administration se tirer avec moins d'habileté de difficultés moins sérieuses. » La Revue des deux Mondes exprime aussi son admiration : « C'est la liberté qui a sauvé l'ordre. » Les félicitations de l'Empereur précèdent celles de nombreux députés comme l'ecclésiastique membre du groupe monarchiste Mgr Charles-Émile Freppel. Le ministre de l'Intérieur est aussi l'objet d'attaques passionnées de la part des journaux républicains de l'époque mais aussi à la Chambre où Jules Ferry l'invective, à la suite des manifestations des Champs-Élysées, et auxquelles il répond par une lettre rendue publique.

#### Commission de décentralisation

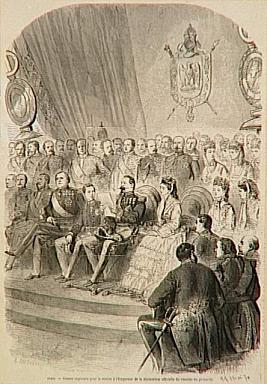
Proclamation des résultats du plébiscite du 8 mai 1870.

Chevandier de Valdrome, qui vient de se donner pour secrétaire-général un homme jeune et spécialiste en science administrative, Edmond Blanc, nomme une Commission de décentralisation présidée par Odilon Barrot et signe le décret du 22 février 1870 qui organise la première Commission de décentralisation. Cette dernière doit notamment résoudre la question du mode de nomination des maires. Le gouvernement, malgré le souffle libéral qui anime plusieurs de ses membres, n'ose pas accepter l'élection par les conseils municipaux. Eugène Chevandier de Valdrome présente même un habile plaidoyer aux membres de la commission pour démontrer les dangers qu'entraînerait une telle pratique. Résultat bien imprévu et qui déroute entièrement le ministre de l'Intérieur, la Commission, que le gouvernement suppose pourtant acquise à ses vues, adopte la solution hardie à une voix de majorité : 

« Le ministre n'en croyait pas ses yeux — on avait voté à mains levées — ; il renouvela l'épreuve, elle confirma sa défaite. Défaite d'autant plus significative que la lutte avait été longue et acharnée. M. Prévost-Paradol se révéla, en cette occasion, orateur de premier ordre. Après lui je me risquai, non sans une vive émotion, et m'en tirai sans trop de dommage. M. Chevandier de Valdrome, de fort méchante humeur, ne nous cacha pas que le gouvernement ne se considérait pas comme lié par ce vote audacieux et qu'il se réservait de n'en tenir aucun compte. Le public ne partagea pas ce sentiment ; toute la presse indépendante loua la Commission. »

— Charles de Freycinet, Souvenirs 1848 - 1878, Ch. Delagrave, volume I, 1912.

#### Plébiscite du 8 mai 1870

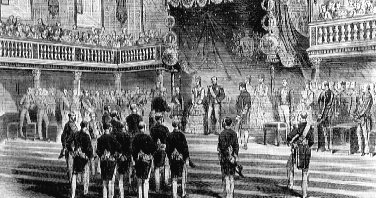
Proclamation des résultats du plébiscite de 1870 en présence d'Eugène Chevandier de Valdrome.

Sur le plan électoral, il renonce à la pratique ancienne des candidatures officielles, en conformité avec la politique définie par le cabinet, mais il engage totalement l'Administration en faveur du plébiscite du 8 mai 1870 qui vise à réaffirmer le lien privilégié de Napoléon III avec le peuple et à faire reconnaître que cette évolution libérale du régime impérial est le fruit de sa volonté pour restaurer sa légitimité ébranlée.

« (…) Aujourd'hui, c'est l'Empereur lui-même qui s'adresse à vous et vous demande de ratifier les réformes libérales dont il a pris l'initiative. Comme moi, vous les appeliez de tous vos vœux et c'est grâce à vous que je suis associé à cette grande œuvre. Aussi, est-ce avec confiance que je viens vous demander de déposer un vote approbatif dans l'urne du scrutin, et de vous y porter, encore une fois, nombreux et unanimes. (…) »

— Circulaire du 24 avril 1870, Eugène Chevandier de Valdrome, ministre de l'Intérieur.
Le ministre de l'Intérieur doit également gérer l'affaire « Tamelier de Ville d'Avray » lorsqu'il est interpellé au Corps législatif le 9 juin 1870 par le député Jules Barthélemy-Saint-Hilaire : une jeune fille de religion protestante est morte à Ville d'Avray et le curé refuse l'inhumation dans la partie catholique du cimetière selon le décret de prairial an XII.

#### Déclaration de guerre

##### Dépêche d'Ems
En juillet 1870, Eugène Chevandier de Valdrome transmet à Émile Ollivier la Dépêche d'Ems, télégramme officiel du 13 juillet 1870 envoyé par le chancelier prussien Bismarck à toutes les ambassades et repris dans le Deutsche Allgemeine Zeitung concernant les rapports entre le roi de Prusse et la France. Considérée comme provocante, cette dépêche amène Napoléon III à déclarer la guerre franco-prussienne de 1870, avec l'assentiment majoritaire du parlement, qui parle de casus belli.
Eugène Chevandier de Valdrome est opposé à la guerre avec l'Allemagne. Il est originaire d'une province frontière et marié à une Allemande. Il connait les ressourses de la Prusse ; il a d'ailleurs promis à Adolphe Thiers de soutenir le parti de la paix. Il refuse donc son vote et essaie même de faire revenir Napoléon III sur sa décision. Il y réussit un instant ; ce changement est notifié au ministère et maintenu durant trois jours, avant que d'autres conseils ne prévalent aux yeux de l'Empereur. Cette tentative est consignée dans une déposition d'Adolphe Thiers au procès du maréchal Bazaine. Il vote finalement la guerre en déclarant :

« Ayant été jusqu'à ce jour un de ceux qui se sont le plus énergiquement prononcés en faveur de la paix, je demande à exprimer le premier mon avis. Lorsqu'on me donne un soufflet, sans examiner si je sais plus ou moins bien me battre, je le rends. Je vote pour la guerre. »

— Eugène Chevandier de Valdrome, répondant au soufflet diplomatique de Bismarck que constitue le remaniement de la dépêche.

##### Tentative de coup de force

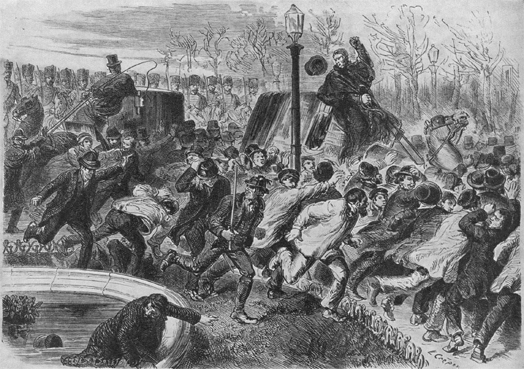
Chevandier de Valdrome disperse les émeutiers lors de l'enterrement de Victor Noir sur les Champs-Élysées.

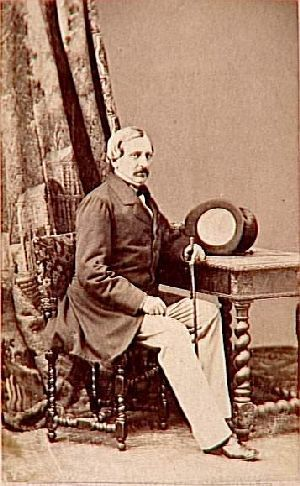
Eugène Chevandier de Valdrome en 1870.

En août 1870, Eugène Chevandier de Valdrome projette de réprimer dans l'œuf l'agitation révolutionnaire de Paris, dont il voit bien qu'elle menace le régime même, et de faire arrêter une vingtaine de députés dont Léon Gambetta, Jules Simon, Camille Pelletan, Emmanuel Arago, Pierre-Frédéric Dorian, Jules Favre, Émile de Kératry, Ernest Picard et Jules Ferry. Chevandier propose de supprimer certains journaux en vertu de l'article 9 § 4 de la loi du 9 août 1849 sur l'état de siège, permettant à l'autorité militaire d'interdire les publications de nature à exciter les désordres. Il propose même à Émile Ollivier : « Dans l'état de trouble de l'esprit public, on ne peut prévoir les effets d'une levée insurrectionnelle ; il est sage de la prévenir et de ne pas nous exposer à la douloureuse nécessité d'une répression sanglante, peut-être impuissante. N'ayant pas de temps à perdre, j'ai pris des mesures que je viens soumettre à votre approbation. J'ai prié notre collègue Rigault de Genouilly, sans lui dire pourquoi, d'envoyer un navire de l'État à Granville ; j'ai requis à la Compagnie de l'Ouest de tenir pendant la nuit du 8 au 9 [août] un train sous pression prêt à partir pour Granville. Enfin j'ai ordonné à Pietri de convoquer le juge d'instruction, Bernier, afin de signer les mandats d'arrêt et d'avoir sous la main et groupé le nombre d'agents nécessaires pour opérer les arrestations qui seraient ordonnées. Je n'ai pas indiqué à Pietri les chefs révolutionnaires, il les connaît mieux que moi, mais j'ai dressé la liste des députés de l'opposition qu'il faut arrêter en même temps ; ils sont au nombre de vingt-deux. » Ces députés, selon le projet de Chevandier de Valdrome, doivent être transportés à Belle-Île-en-Mer, une fois arrêtés. Le principe de ce coup de force est approuvé par Ollivier lui-même, « coup de force dont les mesures d'application étaient déjà prêtes. Afin de le cautionner et de restaurer l'autorité du gouvernement, ébranlée par l'agitation des partis au Corps législatif, Chevandier avait été aussi l'un des partisans les plus décidés du retour de Napoléon III à Paris lorsque sa présence aux armées s'était avérée inutile ».
Mais les défaites militaires contre la Prusse et la démission d'Émile Ollivier le 9 août 1870 ne lui laissent pas le temps de réaliser son projet. Émile Ollivier précise même que dans les dernières heures du Ministère, le frère d'Eugène, Georges Chevandier de Valdrome, venu aux nouvelles à la Chambre, constate que tout est perdu.

### Décorations

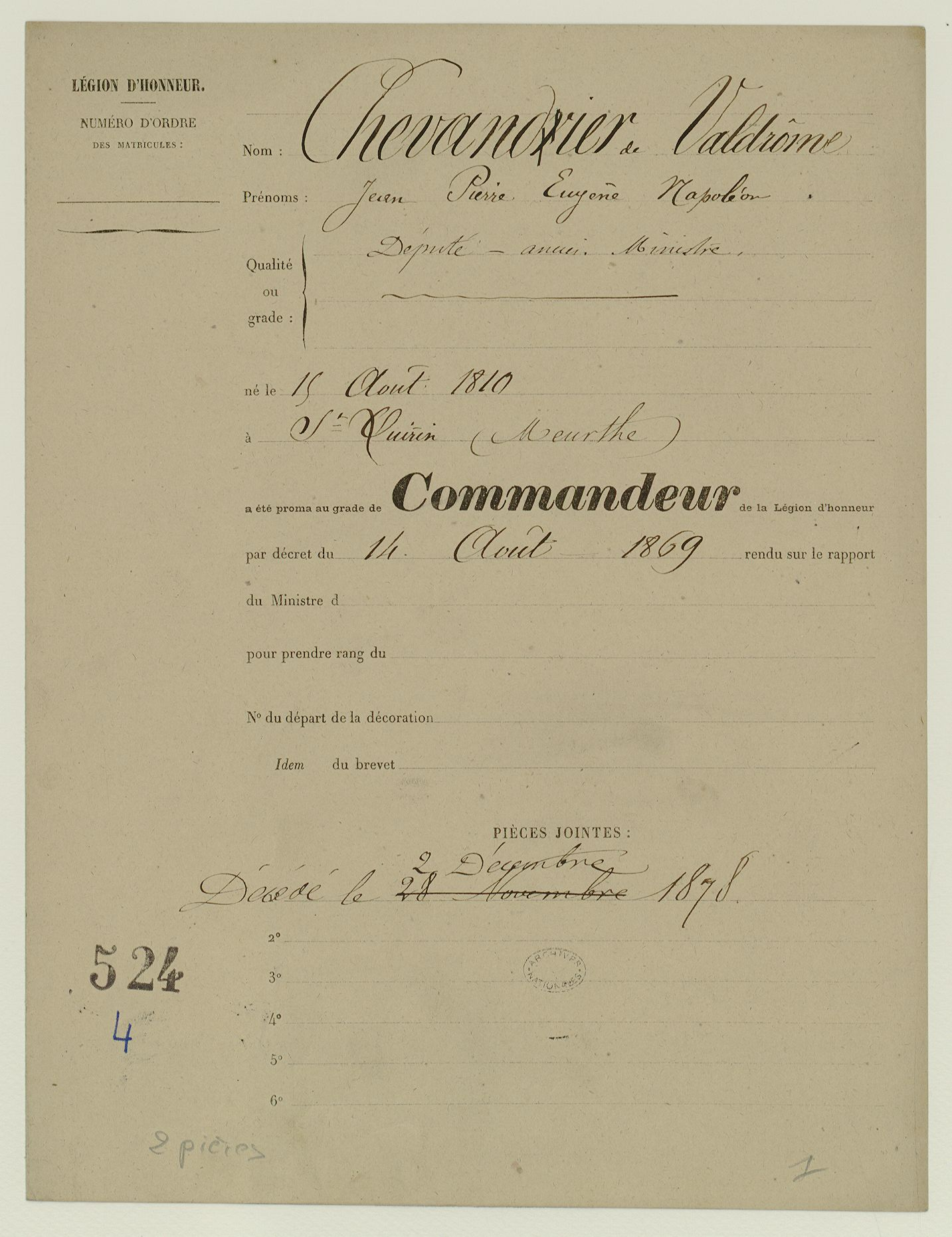
Numéro d'ordre du 14 août 1869.

Eugène Chevandier de Valdrome est admis dans l'ordre national de la Légion d'honneur (chevalier) par décret en 1849 puis officier grâce aux lettres de recommandation du préfet de la Meurthe (22 juillet 1861) et du prince de Beauvau (12 août 1861). Il est notamment recommandé pour son dévouement pendant le temps de l'épidémie de choléra en 1849 et de fièvre typhoïde en 1859. Il est promu commandeur de la Légion d'honneur de la promotion du 14 août 1869. Eugène Chevandier de Valdrome meurt le 1er décembre 1878. Ses obsèques ont lieu le 5 décembre suivant dans l'église de Cirey en présence de l'évêque de Nancy et de Toul.
Il est commandeur de 2e classe de l'ordre du Lion de Zaeringen.

### Lieu de sépulture
Le caveau d'Eugène Chevandier de Valdrome à Cirey-sur-Vezouze (54)

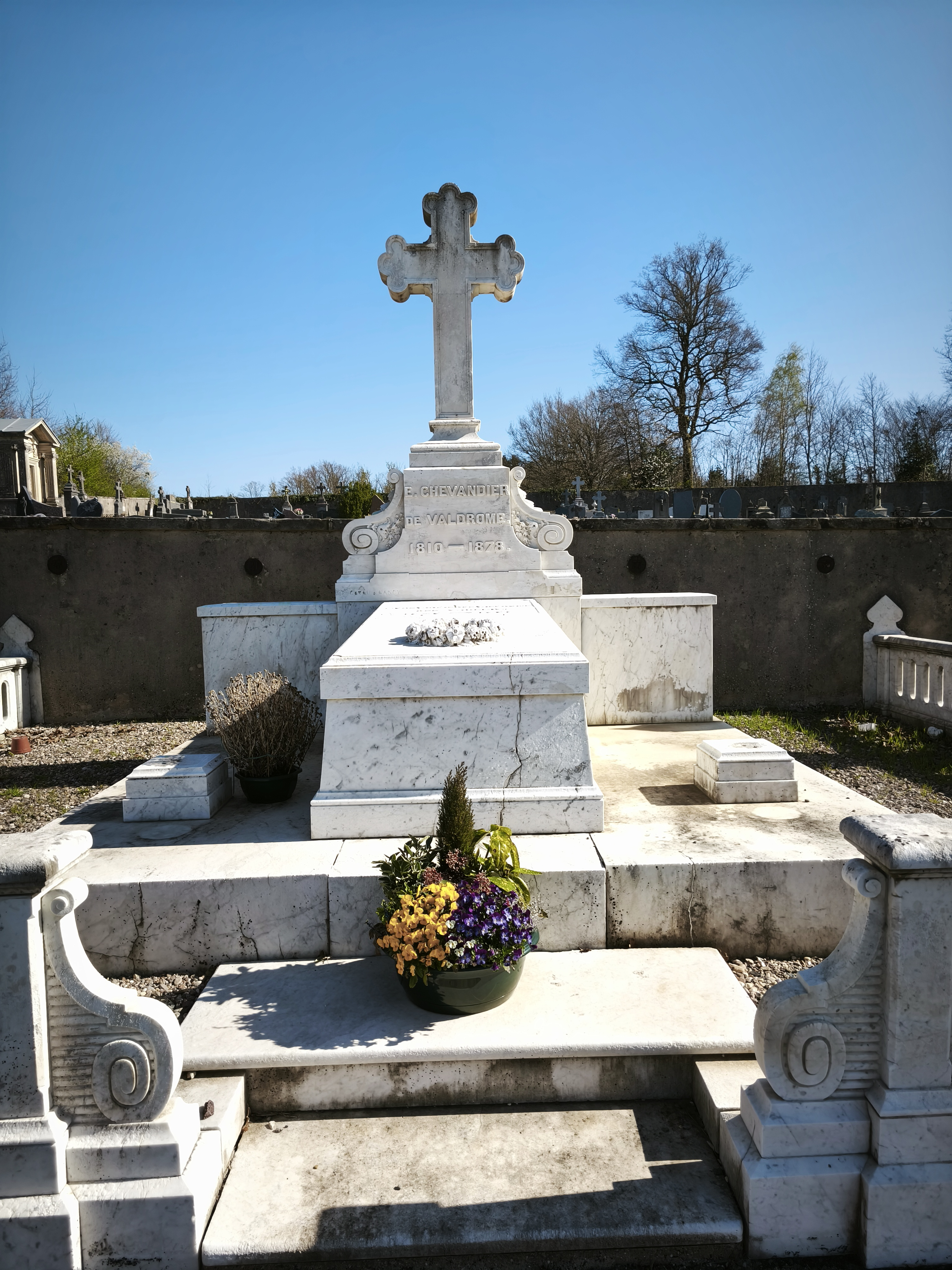
Vue rapprochée du caveau dans le cimetière de Cirey-sur-Vezouze en avril 2025

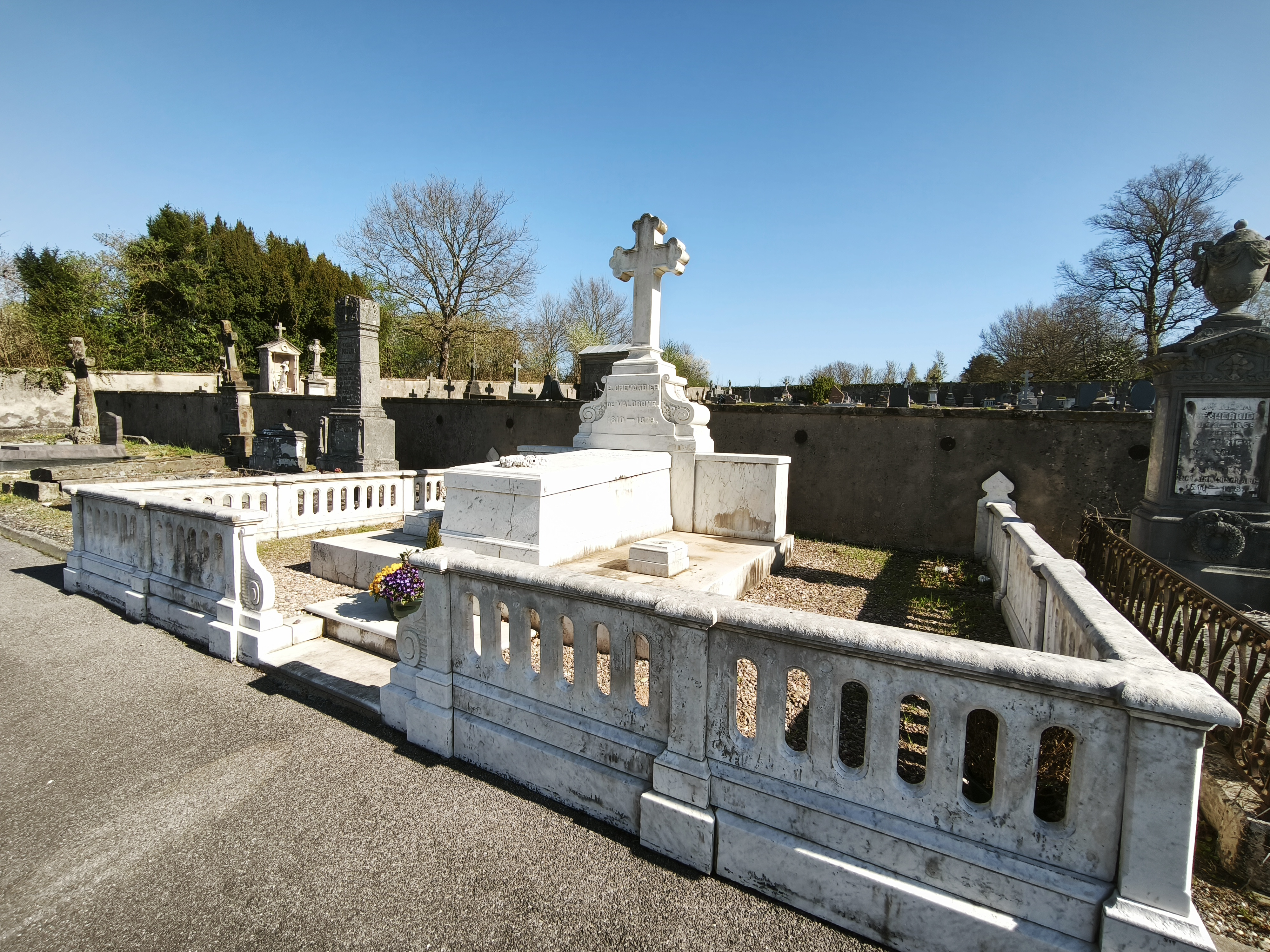
Vue générale du caveau dans le cimetière de Cirey-sur-Vezouze en avril 2025

## Actionnariat familial des verreries: frères et sœur d'Eugène Chevandier de Valdrome

### Georges Chevandier de Valdrome

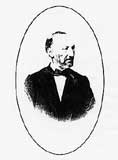
Georges Chevandier de Valdrome.

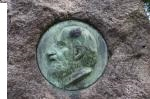
Hommage au donateur, Georges Chevandier de Valdrome.

Le manufacturier lorrain, Georges Chevandier de Valdrome (1804 † 1887), industriel comme son frère Eugène, est également maître verrier à Cirey-sur-Vezouze et industriel dans les miroiteries de Saint-Quirin. Georges succède à son père à la direction de Lettenbach. Il prend la présidence de la verrerie de Vallérysthal en 1868 et se retire en 1887, à l'âge de 83 ans. Il fait souvent appel aux connaissances techniques de son frère Eugène Chevandier de Valdrome, directeur de la manufacture de glaces de Cirey et membre du conseil d'administration de la société des verreries réunies Vallérysthal et Portieux. La correspondance de Georges Chevandier de Valdrome exprime bien les liens très forts qui unissent les deux frères. Ainsi, nous voyons qu'Eugène Chevandier de Valdrome a beaucoup œuvré pour la reprise et la relance de l'usine de Portieux grâce à l'étendue de ses connaissances techniques puisqu'il est ingénieur de l'École Centrale. C'est à son domicile de Cirey que s'élabore le traité d'achat de la verrerie de Portieux et c'est là également qu'en hommage à sa personne se réunit, à de nombreuses reprises, le conseil d'administration qui se retrouve, en dehors du siège social de Saint-Quirin, au domicile du président, à Portieux bien naturellement.

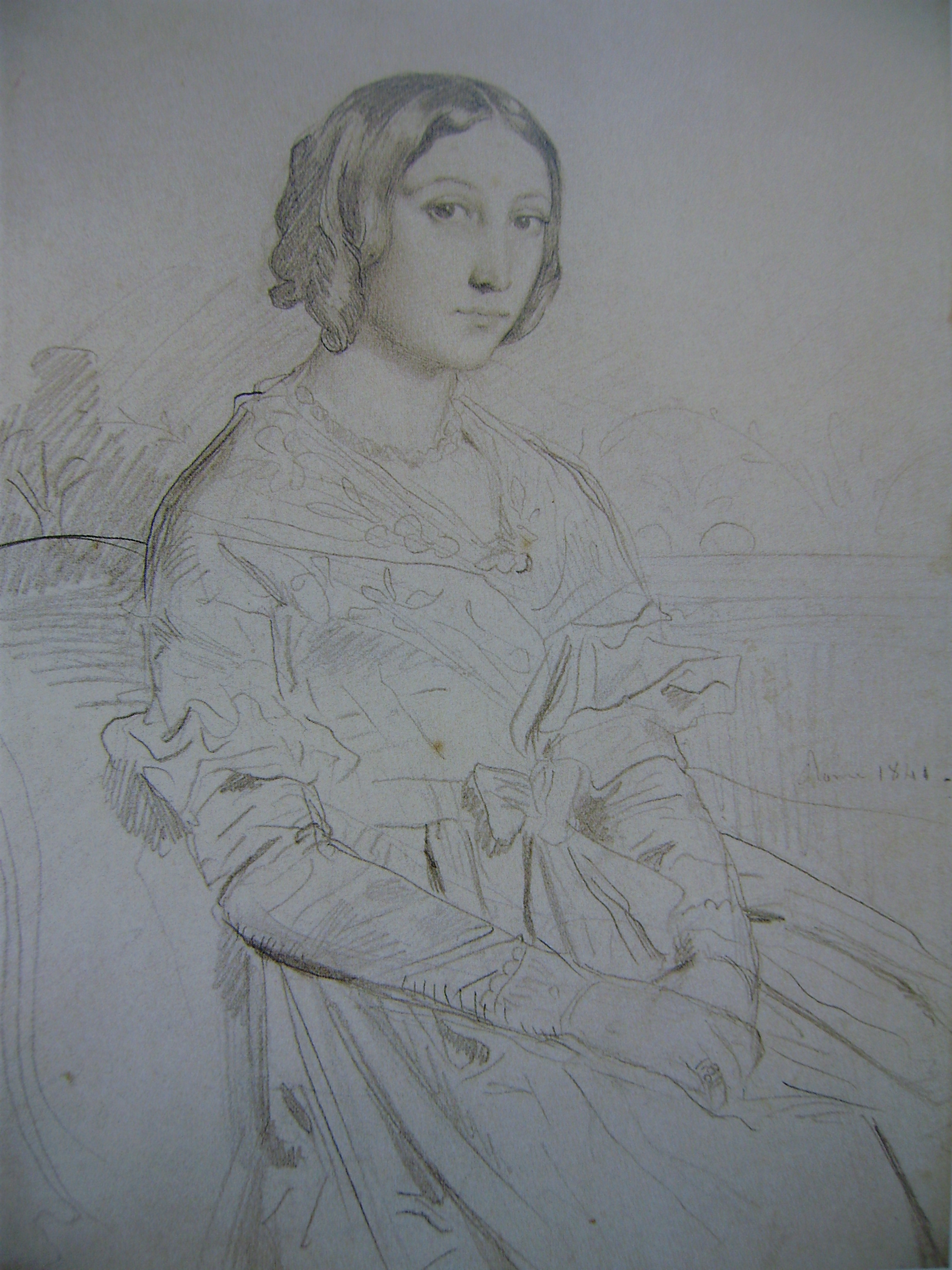
La baronne de Prailly par Théodore Chassériau en 1841 à Rome.

Après la chute du Second Empire, la Prusse, qui annexe l'Alsace et la Lorraine, maintient dans ses fonctions le lieutenant de louveterie Georges Chevandier de Valdrome, chasseur passionné, pour la partie sud du cercle de Sarrebourg (arrêté du 13 janvier 1872). Le Château de Vaire-Le-Grand est la propriété de son épouse, née Julie Finot. À sa mort, il lègue, en reconnaissance des bienfaits des eaux thermales, le château de Bourbonne-les-Bains (acquis en 1880), à la ville qui y installe la mairie. Ce legs comporte cependant une clause de réserve d'usufruit du château au profit du neveu de Georges Chevandier de Valdrome, Armand, fils du peintre Paul Chevandier de Valdrome. Il est aussi propriétaire des ruines du château de Turquestein, ayant racheté pour cinq mille francs le bail emphytéotique consenti autrefois par le maréchal de Beauvau.

### Hortense Chevandier de Valdrome, baronne de Prailly
Hortense Chevandier de Valdrome (1813 † 1879), baronne de Prailly, est la sœur d'Eugène Chevandier de Valdrome. Elle a épousé en 1834 le baron Nicolas Husson de Prailly (1804 † 1881), président du Tribunal civil de Première Instance de Nancy et officier de la Légion d'honneur. Très pieuse, Hortense de Prailly rencontre pour la première fois le père Henri Lacordaire à la manufacture de glaces de Cirey chez son frère et elle est une correspondante fidèle de l'orateur dominicain qui devient son directeur de conscience.
Elle possède avec sa fille et son gendre le comte de Guichen, une participation dans les verreries dirigées par ses frères Georges et Eugène Chevandier de Valdrome. L'actionnariat familial est parfois l'objet de frictions internes : en septembre 1886, retenu pour cause de santé dans la ville thermale de Bourbonne-les-Bains, Georges Chevandier de Valdrome écrit au conseil d'administration pour lui annoncer sa démission. Sa décision se trouve renforcée par la position d'un actionnaire, le comte de Guichen qui demande, entre autres, la suppression du traitement des administrateurs. Cet actionnaire ajoute que l'absence de traitement « constitue le prestige, le désintéressement, la liberté d'action, la supériorité morale de l'administrateur ». Le vieux président en est ulcéré, lui qui a travaillé gracieusement pour la société jusqu'en 1885 et le conseil d'administration profondément blessé.
Elle est propriétaire du Plantier de Costebelle, villa néo-palladienne qu'elle fait construire en 1857 dans le quartier varois de Costebelle, à Hyères, domaine où elle reçoit souvent son frère. Elle organise à Rome en 1840 une rencontre entre Paul Chevandier de Valdrome, Henri Lacordaire et Théodore Chassériau ; rencontre qui permet à ce dernier d'exécuter un portrait du célèbre père Dominicain au couvent Sainte-Sabine, aujourd'hui au musée du Louvre.

### Paul Chevandier de Valdrome

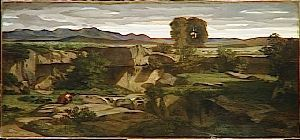
Paysage, plaine de Rome (1845).

Paul Chevandier de Valdrome, né en 1817 à Saint-Quirin, mort en 1877 à Pourville, est un peintre paysagiste français qui mène une carrière discrète durant le XIXe siècle. En 1845, il peint Paysage, plaine de Rome, présenté au Salon de Paris en 1846 et pour lequel il est médaillé 3e classe. Ce tableau est entré dans les collections nationales en 1987. Il est récompensé au Salon de 1874 pour deux peintures : Un Matin dans la vallée des Lauriers-Roses, environs de Fréjus (Var) et Soleil couché - Saint-Raphaël (Var). Il fait partie des peintres exposés au musée du Luxembourg en 1874 avec une peinture (lot 445) : Côtes des environs de Marseille, soleil couchant. Paul Chevandier de Valdrome est l'élève de Prosper Marilhat, de François-Édouard Picot et du paysagiste Louis-Nicolas Cabat, ami proche du Père Lacordaire.
Il est aussi un ami de Théodore Chassériau et d'Henri Lehmann durant le séjour romain des trois jeunes artistes. Paul Chevandier de Valdrome a rencontré Chassériau dès 1838 grâce à une relation commune, Théophile Gautier. La relation d'amitié entre Chassériau et Chevandier est brève et se termine en avril 1841.
Il est le frère cadet d'Eugène Chevandier de Valdrome. Paul Chevandier de Valdrome est également actionnaire dans les verreries forestières, propriété de la famille. Paul Chevandier de Valdrome fréquente également Armand de Pontmartin qui est nommé chevalier de la Légion d'honneur grâce à son intercession auprès de son frère Eugène, ministre de l'Intérieur.

### Arbre généalogique des actionnaires des Manufactures de glaces et verres de Saint-Quirin, Cirey et Monthermé
Généalogie simplifiée des familles Chevandier de Valdrome, de Guaita, Roederer et Ména indiquant l'implication active (directeurs et/ou administrateurs) des personnes signalées par une pastille rouge () et la présence passive (actionnaires familiaux) signalée par une pastille bleue (), dans l'activité des miroiteries et des verreries suivantes : Les Manufactures de glaces et verres de Saint-Quirin, Cirey et Monthermé, la Manufacture des glaces et produits chimiques de Saint-Gobain, Chauny et Cirey, la Verrerie de Vallérysthal et la Société des verreries réunies Vallérysthal et Portieux.
| | | | | | |  |  | | | Antoine-Marie Guaita (1722 † 1808) Banquier                                                              | Antoine-Marie Guaita (1722 † 1808) Banquier                                                              | Antoine-Marie Guaita (1722 † 1808) Banquier                                                              | Antoine-Marie Guaita (1722 † 1808) Banquier                                                              | Antoine-Marie Guaita (1722 † 1808) Banquier | Antoine-Marie Guaita (1722 † 1808) Banquier |                                                                              |                                                                              |                                                                              |                                                                              |                                                                              |                                                                              | Catherine Claire Bessel (1733 † 1783) | Catherine Claire Bessel (1733 † 1783) | Catherine Claire Bessel (1733 † 1783)                                  | Catherine Claire Bessel (1733 † 1783)                                  | Catherine Claire Bessel (1733 † 1783)                                  | Catherine Claire Bessel (1733 † 1783)                                  |                                                                        |                                                                        |                                                            |                                                            |                                                                                     |                                                                                     |                                                                                     |                                                                                     |                                                                                     |                                                                                     | Pierre Louis Roederer (1711 † 1789)                | Pierre Louis Roederer (1711 † 1789)                | Pierre Louis Roederer (1711 † 1789)                                     | Pierre Louis Roederer (1711 † 1789)                                     | Pierre Louis Roederer (1711 † 1789)                                     | Pierre Louis Roederer (1711 † 1789)                                     |                                                                         |                                                                         |  |  |                                                                          |                                                                          | Margueritte Gravelotte (1717 † 1768)                                     | Margueritte Gravelotte (1717 † 1768)                                     | Margueritte Gravelotte (1717 † 1768)                                     | Margueritte Gravelotte (1717 † 1768)                                     | Margueritte Gravelotte (1717 † 1768) | Margueritte Gravelotte (1717 † 1768) |                                                                |                                                                |                                                                |                                                                |                                                                |                                                                |  |  | | | | | | |
| | | | | | |  |  | | | Antoine-Marie Guaita (1722 † 1808) Banquier                                                              | Antoine-Marie Guaita (1722 † 1808) Banquier                                                              | Antoine-Marie Guaita (1722 † 1808) Banquier                                                              | Antoine-Marie Guaita (1722 † 1808) Banquier                                                              | Antoine-Marie Guaita (1722 † 1808) Banquier | Antoine-Marie Guaita (1722 † 1808) Banquier |                                                                              |                                                                              |                                                                              |                                                                              |                                                                              |                                                                              | Catherine Claire Bessel (1733 † 1783) | Catherine Claire Bessel (1733 † 1783) | Catherine Claire Bessel (1733 † 1783)                                  | Catherine Claire Bessel (1733 † 1783)                                  | Catherine Claire Bessel (1733 † 1783)                                  | Catherine Claire Bessel (1733 † 1783)                                  |                                                                        |                                                                        |                                                            |                                                            |                                                                                     |                                                                                     |                                                                                     |                                                                                     |                                                                                     |                                                                                     | Pierre Louis Roederer (1711 † 1789)                | Pierre Louis Roederer (1711 † 1789)                | Pierre Louis Roederer (1711 † 1789)                                     | Pierre Louis Roederer (1711 † 1789)                                     | Pierre Louis Roederer (1711 † 1789)                                     | Pierre Louis Roederer (1711 † 1789)                                     |                                                                         |                                                                         |  |  |                                                                          |                                                                          | Margueritte Gravelotte (1717 † 1768)                                     | Margueritte Gravelotte (1717 † 1768)                                     | Margueritte Gravelotte (1717 † 1768)                                     | Margueritte Gravelotte (1717 † 1768)                                     | Margueritte Gravelotte (1717 † 1768) | Margueritte Gravelotte (1717 † 1768) |                                                                |                                                                |                                                                |                                                                |                                                                |                                                                |  |  | | | | | | |
| | | | | | |  |  | | | | | | |                                             |                                             |                                                                              |                                                                              |                                                                              |                                                                              |                                                                              |                                                                              |                                       |                                       |                                                                        |                                                                        |                                                                        |                                                                        |                                                                        |                                                                        |                                                            |                                                            |                                                                                     |                                                                                     |                                                                                     |                                                                                     |                                                                                     |                                                                                     |                                                    |                                                    |                                                                         |                                                                         |                                                                         |                                                                         |                                                                         |                                                                         |  |  |                                                                          |                                                                          |                                                                          |                                                                          |                                                                          |                                                                          |                                      |                                      |                                                                |                                                                |                                                                |                                                                |                                                                |                                                                |  |  | | | | | | |
| | | | | | |  |  | | | | | | |                                             |                                             |                                                                              |                                                                              |                                                                              |                                                                              |                                                                              |                                                                              |                                       |                                       |                                                                        |                                                                        |                                                                        |                                                                        |                                                                        |                                                                        |                                                            |                                                            |                                                                                     |                                                                                     |                                                                                     |                                                                                     |                                                                                     |                                                                                     |                                                    |                                                    |                                                                         |                                                                         |                                                                         |                                                                         |                                                                         |                                                                         |  |  |                                                                          |                                                                          |                                                                          |                                                                          |                                                                          |                                                                          |                                      |                                      |                                                                |                                                                |                                                                |                                                                |                                                                |                                                                |  |  | | | | | | |
| François Chevandier de Valdrome (1767 † 1851)                                                                      | François Chevandier de Valdrome (1767 † 1851)                                                                      | François Chevandier de Valdrome (1767 † 1851)                                                                      | François Chevandier de Valdrome (1767 † 1851)                                                                      | François Chevandier de Valdrome (1767 † 1851)                                                                      | François Chevandier de Valdrome (1767 † 1851)                                                                      |  |  | Jeanne Louise Jullien (1776 † 1847)                                                                      | Jeanne Louise Jullien (1776 † 1847)                                                                      | Jeanne Louise Jullien (1776 † 1847)                                                                      | Jeanne Louise Jullien (1776 † 1847)                                                                      | Jeanne Louise Jullien (1776 † 1847)                                                                      | Jeanne Louise Jullien (1776 † 1847)                                                                      |                                             |                                             | Georges de Guaita (1755 † 1831) Directeur verrerie de Cirey                  | Georges de Guaita (1755 † 1831) Directeur verrerie de Cirey                  | Georges de Guaita (1755 † 1831) Directeur verrerie de Cirey                  | Georges de Guaita (1755 † 1831) Directeur verrerie de Cirey                  | Georges de Guaita (1755 † 1831) Directeur verrerie de Cirey                  | Georges de Guaita (1755 † 1831) Directeur verrerie de Cirey                  |                                       |                                       | Marie-Anne Schweitzer (1761 † 1792)                                    | Marie-Anne Schweitzer (1761 † 1792)                                    | Marie-Anne Schweitzer (1761 † 1792)                                    | Marie-Anne Schweitzer (1761 † 1792)                                    | Marie-Anne Schweitzer (1761 † 1792)                                    | Marie-Anne Schweitzer (1761 † 1792)                                    |                                                            |                                                            | Etienne de Guaita (1772 † 1848) sans descendance                                    | Etienne de Guaita (1772 † 1848) sans descendance                                    | Etienne de Guaita (1772 † 1848) sans descendance                                    | Etienne de Guaita (1772 † 1848) sans descendance                                    | Etienne de Guaita (1772 † 1848) sans descendance                                    | Etienne de Guaita (1772 † 1848) sans descendance                                    |                                                    |                                                    | Louise de Guaïta (1757 † 1833)                                          | Louise de Guaïta (1757 † 1833)                                          | Louise de Guaïta (1757 † 1833)                                          | Louise de Guaïta (1757 † 1833)                                          | Louise de Guaïta (1757 † 1833)                                          | Louise de Guaïta (1757 † 1833)                                          |  |  | Pierre Louis Roederer (1754 † 1835)                                      | Pierre Louis Roederer (1754 † 1835)                                      | Pierre Louis Roederer (1754 † 1835)                                      | Pierre Louis Roederer (1754 † 1835)                                      | Pierre Louis Roederer (1754 † 1835)                                      | Pierre Louis Roederer (1754 † 1835)                                      |                                      |                                      | Anne Roederer (1744 † 1771)                                    | Anne Roederer (1744 † 1771)                                    | Anne Roederer (1744 † 1771)                                    | Anne Roederer (1744 † 1771)                                    | Anne Roederer (1744 † 1771)                                    | Anne Roederer (1744 † 1771)                                    |  |  | Louis Antoine Ména (1732 † 1807) Directeur verrerie de Saint-Quirin                                  | Louis Antoine Ména (1732 † 1807) Directeur verrerie de Saint-Quirin                                  | Louis Antoine Ména (1732 † 1807) Directeur verrerie de Saint-Quirin                                  | Louis Antoine Ména (1732 † 1807) Directeur verrerie de Saint-Quirin                                  | Louis Antoine Ména (1732 † 1807) Directeur verrerie de Saint-Quirin                                  | Louis Antoine Ména (1732 † 1807) Directeur verrerie de Saint-Quirin                                  |
| François Chevandier de Valdrome (1767 † 1851)                                                                      | François Chevandier de Valdrome (1767 † 1851)                                                                      | François Chevandier de Valdrome (1767 † 1851)                                                                      | François Chevandier de Valdrome (1767 † 1851)                                                                      | François Chevandier de Valdrome (1767 † 1851)                                                                      | François Chevandier de Valdrome (1767 † 1851)                                                                      |  |  | Jeanne Louise Jullien (1776 † 1847)                                                                      | Jeanne Louise Jullien (1776 † 1847)                                                                      | Jeanne Louise Jullien (1776 † 1847)                                                                      | Jeanne Louise Jullien (1776 † 1847)                                                                      | Jeanne Louise Jullien (1776 † 1847)                                                                      | Jeanne Louise Jullien (1776 † 1847)                                                                      |                                             |                                             | Georges de Guaita (1755 † 1831) Directeur verrerie de Cirey                  | Georges de Guaita (1755 † 1831) Directeur verrerie de Cirey                  | Georges de Guaita (1755 † 1831) Directeur verrerie de Cirey                  | Georges de Guaita (1755 † 1831) Directeur verrerie de Cirey                  | Georges de Guaita (1755 † 1831) Directeur verrerie de Cirey                  | Georges de Guaita (1755 † 1831) Directeur verrerie de Cirey                  |                                       |                                       | Marie-Anne Schweitzer (1761 † 1792)                                    | Marie-Anne Schweitzer (1761 † 1792)                                    | Marie-Anne Schweitzer (1761 † 1792)                                    | Marie-Anne Schweitzer (1761 † 1792)                                    | Marie-Anne Schweitzer (1761 † 1792)                                    | Marie-Anne Schweitzer (1761 † 1792)                                    |                                                            |                                                            | Etienne de Guaita (1772 † 1848) sans descendance                                    | Etienne de Guaita (1772 † 1848) sans descendance                                    | Etienne de Guaita (1772 † 1848) sans descendance                                    | Etienne de Guaita (1772 † 1848) sans descendance                                    | Etienne de Guaita (1772 † 1848) sans descendance                                    | Etienne de Guaita (1772 † 1848) sans descendance                                    |                                                    |                                                    | Louise de Guaïta (1757 † 1833)                                          | Louise de Guaïta (1757 † 1833)                                          | Louise de Guaïta (1757 † 1833)                                          | Louise de Guaïta (1757 † 1833)                                          | Louise de Guaïta (1757 † 1833)                                          | Louise de Guaïta (1757 † 1833)                                          |  |  | Pierre Louis Roederer (1754 † 1835)                                      | Pierre Louis Roederer (1754 † 1835)                                      | Pierre Louis Roederer (1754 † 1835)                                      | Pierre Louis Roederer (1754 † 1835)                                      | Pierre Louis Roederer (1754 † 1835)                                      | Pierre Louis Roederer (1754 † 1835)                                      |                                      |                                      | Anne Roederer (1744 † 1771)                                    | Anne Roederer (1744 † 1771)                                    | Anne Roederer (1744 † 1771)                                    | Anne Roederer (1744 † 1771)                                    | Anne Roederer (1744 † 1771)                                    | Anne Roederer (1744 † 1771)                                    |  |  | Louis Antoine Ména (1732 † 1807) Directeur verrerie de Saint-Quirin                                  | Louis Antoine Ména (1732 † 1807) Directeur verrerie de Saint-Quirin                                  | Louis Antoine Ména (1732 † 1807) Directeur verrerie de Saint-Quirin                                  | Louis Antoine Ména (1732 † 1807) Directeur verrerie de Saint-Quirin                                  | Louis Antoine Ména (1732 † 1807) Directeur verrerie de Saint-Quirin                                  | Louis Antoine Ména (1732 † 1807) Directeur verrerie de Saint-Quirin                                  |
| | | | | | |  |  | | | | | | |                                             |                                             |                                                                              |                                                                              |                                                                              |                                                                              |                                                                              |                                                                              |                                       |                                       |                                                                        |                                                                        |                                                                        |                                                                        |                                                                        |                                                                        |                                                            |                                                            |                                                                                     |                                                                                     |                                                                                     |                                                                                     |                                                                                     |                                                                                     |                                                    |                                                    |                                                                         |                                                                         |                                                                         |                                                                         |                                                                         |                                                                         |  |  |                                                                          |                                                                          |                                                                          |                                                                          |                                                                          |                                                                          |                                      |                                      |                                                                |                                                                |                                                                |                                                                |                                                                |                                                                |  |  | | | | | | |
| | | | | | |  |  | | | | | | |                                             |                                             |                                                                              |                                                                              |                                                                              |                                                                              |                                                                              |                                                                              |                                       |                                       |                                                                        |                                                                        |                                                                        |                                                                        |                                                                        |                                                                        |                                                            |                                                            |                                                                                     |                                                                                     |                                                                                     |                                                                                     |                                                                                     |                                                                                     |                                                    |                                                    |                                                                         |                                                                         |                                                                         |                                                                         |                                                                         |                                                                         |  |  |                                                                          |                                                                          |                                                                          |                                                                          |                                                                          |                                                                          |                                      |                                      |                                                                |                                                                |                                                                |                                                                |                                                                |                                                                |  |  | | | | | | |
| Auguste Jean Chevandier de Valdrome (1781 † 1865) Président verreries de Saint-Quirin, Cirey et Monthermé          | Auguste Jean Chevandier de Valdrome (1781 † 1865) Président verreries de Saint-Quirin, Cirey et Monthermé          | Auguste Jean Chevandier de Valdrome (1781 † 1865) Président verreries de Saint-Quirin, Cirey et Monthermé          | Auguste Jean Chevandier de Valdrome (1781 † 1865) Président verreries de Saint-Quirin, Cirey et Monthermé          | Auguste Jean Chevandier de Valdrome (1781 † 1865) Président verreries de Saint-Quirin, Cirey et Monthermé          | Auguste Jean Chevandier de Valdrome (1781 † 1865) Président verreries de Saint-Quirin, Cirey et Monthermé          |  |  | Catherine Claire de Guaita (1782 † 1836)                                                                 | Catherine Claire de Guaita (1782 † 1836)                                                                 | Catherine Claire de Guaita (1782 † 1836)                                                                 | Catherine Claire de Guaita (1782 † 1836)                                                                 | Catherine Claire de Guaita (1782 † 1836)                                                                 | Catherine Claire de Guaita (1782 † 1836)                                                                 |                                             |                                             | Pauline de Guaita (1783 † 1854) ép. Jean Baptiste de Mesny (1771 † 1855)     | Pauline de Guaita (1783 † 1854) ép. Jean Baptiste de Mesny (1771 † 1855)     | Pauline de Guaita (1783 † 1854) ép. Jean Baptiste de Mesny (1771 † 1855)     | Pauline de Guaita (1783 † 1854) ép. Jean Baptiste de Mesny (1771 † 1855)     | Pauline de Guaita (1783 † 1854) ép. Jean Baptiste de Mesny (1771 † 1855)     | Pauline de Guaita (1783 † 1854) ép. Jean Baptiste de Mesny (1771 † 1855)     |                                       |                                       | Antoine Marie de Guaita (1785 † 1834) ép. Adèle de Mesny (1803 † 1871) | Antoine Marie de Guaita (1785 † 1834) ép. Adèle de Mesny (1803 † 1871) | Antoine Marie de Guaita (1785 † 1834) ép. Adèle de Mesny (1803 † 1871) | Antoine Marie de Guaita (1785 † 1834) ép. Adèle de Mesny (1803 † 1871) | Antoine Marie de Guaita (1785 † 1834) ép. Adèle de Mesny (1803 † 1871) | Antoine Marie de Guaita (1785 † 1834) ép. Adèle de Mesny (1803 † 1871) |                                                            |                                                            | François de Guaita (1790 † 1866) ép. Caroline Allesina von Schweitzer (1797 † 1855) | François de Guaita (1790 † 1866) ép. Caroline Allesina von Schweitzer (1797 † 1855) | François de Guaita (1790 † 1866) ép. Caroline Allesina von Schweitzer (1797 † 1855) | François de Guaita (1790 † 1866) ép. Caroline Allesina von Schweitzer (1797 † 1855) | François de Guaita (1790 † 1866) ép. Caroline Allesina von Schweitzer (1797 † 1855) | François de Guaita (1790 † 1866) ép. Caroline Allesina von Schweitzer (1797 † 1855) |                                                    |                                                    | Pierre Louis Roederer (1780-1834) ép. Blanche de Corcelle (1797 † 188') | Pierre Louis Roederer (1780-1834) ép. Blanche de Corcelle (1797 † 188') | Pierre Louis Roederer (1780-1834) ép. Blanche de Corcelle (1797 † 188') | Pierre Louis Roederer (1780-1834) ép. Blanche de Corcelle (1797 † 188') | Pierre Louis Roederer (1780-1834) ép. Blanche de Corcelle (1797 † 188') | Pierre Louis Roederer (1780-1834) ép. Blanche de Corcelle (1797 † 188') |  |  | Antoine-Marie Roederer (1782 † 1865) ép. Adélaïde Berthier (1792 † 1874) | Antoine-Marie Roederer (1782 † 1865) ép. Adélaïde Berthier (1792 † 1874) | Antoine-Marie Roederer (1782 † 1865) ép. Adélaïde Berthier (1792 † 1874) | Antoine-Marie Roederer (1782 † 1865) ép. Adélaïde Berthier (1792 † 1874) | Antoine-Marie Roederer (1782 † 1865) ép. Adélaïde Berthier (1792 † 1874) | Antoine-Marie Roederer (1782 † 1865) ép. Adélaïde Berthier (1792 † 1874) |                                      |                                      | Marthe Roederer (1783-1823) ép. Gaspard Gourgaud (1783 † 1852) | Marthe Roederer (1783-1823) ép. Gaspard Gourgaud (1783 † 1852) | Marthe Roederer (1783-1823) ép. Gaspard Gourgaud (1783 † 1852) | Marthe Roederer (1783-1823) ép. Gaspard Gourgaud (1783 † 1852) | Marthe Roederer (1783-1823) ép. Gaspard Gourgaud (1783 † 1852) | Marthe Roederer (1783-1823) ép. Gaspard Gourgaud (1783 † 1852) |  |  | Marguerite Ména (1766 † 1835) ép. Auguste Desrousseaux (1753 † 1838) Directeur verrerie de Monthermé | Marguerite Ména (1766 † 1835) ép. Auguste Desrousseaux (1753 † 1838) Directeur verrerie de Monthermé | Marguerite Ména (1766 † 1835) ép. Auguste Desrousseaux (1753 † 1838) Directeur verrerie de Monthermé | Marguerite Ména (1766 † 1835) ép. Auguste Desrousseaux (1753 † 1838) Directeur verrerie de Monthermé | Marguerite Ména (1766 † 1835) ép. Auguste Desrousseaux (1753 † 1838) Directeur verrerie de Monthermé | Marguerite Ména (1766 † 1835) ép. Auguste Desrousseaux (1753 † 1838) Directeur verrerie de Monthermé |
| Auguste Jean Chevandier de Valdrome (1781 † 1865) Président verreries de Saint-Quirin, Cirey et Monthermé          | Auguste Jean Chevandier de Valdrome (1781 † 1865) Président verreries de Saint-Quirin, Cirey et Monthermé          | Auguste Jean Chevandier de Valdrome (1781 † 1865) Président verreries de Saint-Quirin, Cirey et Monthermé          | Auguste Jean Chevandier de Valdrome (1781 † 1865) Président verreries de Saint-Quirin, Cirey et Monthermé          | Auguste Jean Chevandier de Valdrome (1781 † 1865) Président verreries de Saint-Quirin, Cirey et Monthermé          | Auguste Jean Chevandier de Valdrome (1781 † 1865) Président verreries de Saint-Quirin, Cirey et Monthermé          |  |  | Catherine Claire de Guaita (1782 † 1836)                                                                 | Catherine Claire de Guaita (1782 † 1836)                                                                 | Catherine Claire de Guaita (1782 † 1836)                                                                 | Catherine Claire de Guaita (1782 † 1836)                                                                 | Catherine Claire de Guaita (1782 † 1836)                                                                 | Catherine Claire de Guaita (1782 † 1836)                                                                 |                                             |                                             | Pauline de Guaita (1783 † 1854) ép. Jean Baptiste de Mesny (1771 † 1855)     | Pauline de Guaita (1783 † 1854) ép. Jean Baptiste de Mesny (1771 † 1855)     | Pauline de Guaita (1783 † 1854) ép. Jean Baptiste de Mesny (1771 † 1855)     | Pauline de Guaita (1783 † 1854) ép. Jean Baptiste de Mesny (1771 † 1855)     | Pauline de Guaita (1783 † 1854) ép. Jean Baptiste de Mesny (1771 † 1855)     | Pauline de Guaita (1783 † 1854) ép. Jean Baptiste de Mesny (1771 † 1855)     |                                       |                                       | Antoine Marie de Guaita (1785 † 1834) ép. Adèle de Mesny (1803 † 1871) | Antoine Marie de Guaita (1785 † 1834) ép. Adèle de Mesny (1803 † 1871) | Antoine Marie de Guaita (1785 † 1834) ép. Adèle de Mesny (1803 † 1871) | Antoine Marie de Guaita (1785 † 1834) ép. Adèle de Mesny (1803 † 1871) | Antoine Marie de Guaita (1785 † 1834) ép. Adèle de Mesny (1803 † 1871) | Antoine Marie de Guaita (1785 † 1834) ép. Adèle de Mesny (1803 † 1871) |                                                            |                                                            | François de Guaita (1790 † 1866) ép. Caroline Allesina von Schweitzer (1797 † 1855) | François de Guaita (1790 † 1866) ép. Caroline Allesina von Schweitzer (1797 † 1855) | François de Guaita (1790 † 1866) ép. Caroline Allesina von Schweitzer (1797 † 1855) | François de Guaita (1790 † 1866) ép. Caroline Allesina von Schweitzer (1797 † 1855) | François de Guaita (1790 † 1866) ép. Caroline Allesina von Schweitzer (1797 † 1855) | François de Guaita (1790 † 1866) ép. Caroline Allesina von Schweitzer (1797 † 1855) |                                                    |                                                    | Pierre Louis Roederer (1780-1834) ép. Blanche de Corcelle (1797 † 188') | Pierre Louis Roederer (1780-1834) ép. Blanche de Corcelle (1797 † 188') | Pierre Louis Roederer (1780-1834) ép. Blanche de Corcelle (1797 † 188') | Pierre Louis Roederer (1780-1834) ép. Blanche de Corcelle (1797 † 188') | Pierre Louis Roederer (1780-1834) ép. Blanche de Corcelle (1797 † 188') | Pierre Louis Roederer (1780-1834) ép. Blanche de Corcelle (1797 † 188') |  |  | Antoine-Marie Roederer (1782 † 1865) ép. Adélaïde Berthier (1792 † 1874) | Antoine-Marie Roederer (1782 † 1865) ép. Adélaïde Berthier (1792 † 1874) | Antoine-Marie Roederer (1782 † 1865) ép. Adélaïde Berthier (1792 † 1874) | Antoine-Marie Roederer (1782 † 1865) ép. Adélaïde Berthier (1792 † 1874) | Antoine-Marie Roederer (1782 † 1865) ép. Adélaïde Berthier (1792 † 1874) | Antoine-Marie Roederer (1782 † 1865) ép. Adélaïde Berthier (1792 † 1874) |                                      |                                      | Marthe Roederer (1783-1823) ép. Gaspard Gourgaud (1783 † 1852) | Marthe Roederer (1783-1823) ép. Gaspard Gourgaud (1783 † 1852) | Marthe Roederer (1783-1823) ép. Gaspard Gourgaud (1783 † 1852) | Marthe Roederer (1783-1823) ép. Gaspard Gourgaud (1783 † 1852) | Marthe Roederer (1783-1823) ép. Gaspard Gourgaud (1783 † 1852) | Marthe Roederer (1783-1823) ép. Gaspard Gourgaud (1783 † 1852) |  |  | Marguerite Ména (1766 † 1835) ép. Auguste Desrousseaux (1753 † 1838) Directeur verrerie de Monthermé | Marguerite Ména (1766 † 1835) ép. Auguste Desrousseaux (1753 † 1838) Directeur verrerie de Monthermé | Marguerite Ména (1766 † 1835) ép. Auguste Desrousseaux (1753 † 1838) Directeur verrerie de Monthermé | Marguerite Ména (1766 † 1835) ép. Auguste Desrousseaux (1753 † 1838) Directeur verrerie de Monthermé | Marguerite Ména (1766 † 1835) ép. Auguste Desrousseaux (1753 † 1838) Directeur verrerie de Monthermé | Marguerite Ména (1766 † 1835) ép. Auguste Desrousseaux (1753 † 1838) Directeur verrerie de Monthermé |
| | | | | | |  |  | | | | | | |                                             |                                             |                                                                              |                                                                              |                                                                              |                                                                              |                                                                              |                                                                              |                                       |                                       |                                                                        |                                                                        |                                                                        |                                                                        |                                                                        |                                                                        |                                                            |                                                            |                                                                                     |                                                                                     |                                                                                     |                                                                                     |                                                                                     |                                                                                     |                                                    |                                                    |                                                                         |                                                                         |                                                                         |                                                                         |                                                                         |                                                                         |  |  |                                                                          |                                                                          |                                                                          |                                                                          |                                                                          |                                                                          |                                      |                                      |                                                                |                                                                |                                                                |                                                                |                                                                |                                                                |  |  | | | | | | |
| | | | | | |  |  | | | | | | |                                             |                                             |                                                                              |                                                                              |                                                                              |                                                                              |                                                                              |                                                                              |                                       |                                       |                                                                        |                                                                        |                                                                        |                                                                        |                                                                        |                                                                        |                                                            |                                                            |                                                                                     |                                                                                     |                                                                                     |                                                                                     |                                                                                     |                                                                                     |                                                    |                                                    |                                                                         |                                                                         |                                                                         |                                                                         |                                                                         |                                                                         |  |  |                                                                          |                                                                          |                                                                          |                                                                          |                                                                          |                                                                          |                                      |                                      |                                                                |                                                                |                                                                |                                                                |                                                                |                                                                |  |  | | | | | | |
| Georges Chevandier de Valdrome (1804 † 1887) Sous Directeur verrerie de Saint-Quirin ép. Julie Finot (1818 † 1873) | Georges Chevandier de Valdrome (1804 † 1887) Sous Directeur verrerie de Saint-Quirin ép. Julie Finot (1818 † 1873) | Georges Chevandier de Valdrome (1804 † 1887) Sous Directeur verrerie de Saint-Quirin ép. Julie Finot (1818 † 1873) | Georges Chevandier de Valdrome (1804 † 1887) Sous Directeur verrerie de Saint-Quirin ép. Julie Finot (1818 † 1873) | Georges Chevandier de Valdrome (1804 † 1887) Sous Directeur verrerie de Saint-Quirin ép. Julie Finot (1818 † 1873) | Georges Chevandier de Valdrome (1804 † 1887) Sous Directeur verrerie de Saint-Quirin ép. Julie Finot (1818 † 1873) |  |  | Eugène Chevandier de Valdrome (1810 † 1878) Directeur verrerie de Cirey ép. Pauline Sahler (1820 † 1901) | Eugène Chevandier de Valdrome (1810 † 1878) Directeur verrerie de Cirey ép. Pauline Sahler (1820 † 1901) | Eugène Chevandier de Valdrome (1810 † 1878) Directeur verrerie de Cirey ép. Pauline Sahler (1820 † 1901) | Eugène Chevandier de Valdrome (1810 † 1878) Directeur verrerie de Cirey ép. Pauline Sahler (1820 † 1901) | Eugène Chevandier de Valdrome (1810 † 1878) Directeur verrerie de Cirey ép. Pauline Sahler (1820 † 1901) | Eugène Chevandier de Valdrome (1810 † 1878) Directeur verrerie de Cirey ép. Pauline Sahler (1820 † 1901) |                                             |                                             | Paul Chevandier de Valdrome (1817 † 1877) Artiste peintre ép. Émilie Lelarge | Paul Chevandier de Valdrome (1817 † 1877) Artiste peintre ép. Émilie Lelarge | Paul Chevandier de Valdrome (1817 † 1877) Artiste peintre ép. Émilie Lelarge | Paul Chevandier de Valdrome (1817 † 1877) Artiste peintre ép. Émilie Lelarge | Paul Chevandier de Valdrome (1817 † 1877) Artiste peintre ép. Émilie Lelarge | Paul Chevandier de Valdrome (1817 † 1877) Artiste peintre ép. Émilie Lelarge |                                       |                                       | Hortense Chevandier de Valdrome (1813 † 1879) baronne de Prailly       | Hortense Chevandier de Valdrome (1813 † 1879) baronne de Prailly       | Hortense Chevandier de Valdrome (1813 † 1879) baronne de Prailly       | Hortense Chevandier de Valdrome (1813 † 1879) baronne de Prailly       | Hortense Chevandier de Valdrome (1813 † 1879) baronne de Prailly       | Hortense Chevandier de Valdrome (1813 † 1879) baronne de Prailly       |                                                            |                                                            | Nicolas Husson Baron de Prailly (1804 † 1881) Président du Tribunal de Nancy        | Nicolas Husson Baron de Prailly (1804 † 1881) Président du Tribunal de Nancy        | Nicolas Husson Baron de Prailly (1804 † 1881) Président du Tribunal de Nancy        | Nicolas Husson Baron de Prailly (1804 † 1881) Président du Tribunal de Nancy        | Nicolas Husson Baron de Prailly (1804 † 1881) Président du Tribunal de Nancy        | Nicolas Husson Baron de Prailly (1804 † 1881) Président du Tribunal de Nancy        |                                                    |                                                    |                                                                         |                                                                         |                                                                         |                                                                         |                                                                         |                                                                         |  |  |                                                                          |                                                                          |                                                                          |                                                                          |                                                                          |                                                                          |                                      |                                      |                                                                |                                                                |                                                                |                                                                |                                                                |                                                                |  |  | | | | | | |
| Georges Chevandier de Valdrome (1804 † 1887) Sous Directeur verrerie de Saint-Quirin ép. Julie Finot (1818 † 1873) | Georges Chevandier de Valdrome (1804 † 1887) Sous Directeur verrerie de Saint-Quirin ép. Julie Finot (1818 † 1873) | Georges Chevandier de Valdrome (1804 † 1887) Sous Directeur verrerie de Saint-Quirin ép. Julie Finot (1818 † 1873) | Georges Chevandier de Valdrome (1804 † 1887) Sous Directeur verrerie de Saint-Quirin ép. Julie Finot (1818 † 1873) | Georges Chevandier de Valdrome (1804 † 1887) Sous Directeur verrerie de Saint-Quirin ép. Julie Finot (1818 † 1873) | Georges Chevandier de Valdrome (1804 † 1887) Sous Directeur verrerie de Saint-Quirin ép. Julie Finot (1818 † 1873) |  |  | Eugène Chevandier de Valdrome (1810 † 1878) Directeur verrerie de Cirey ép. Pauline Sahler (1820 † 1901) | Eugène Chevandier de Valdrome (1810 † 1878) Directeur verrerie de Cirey ép. Pauline Sahler (1820 † 1901) | Eugène Chevandier de Valdrome (1810 † 1878) Directeur verrerie de Cirey ép. Pauline Sahler (1820 † 1901) | Eugène Chevandier de Valdrome (1810 † 1878) Directeur verrerie de Cirey ép. Pauline Sahler (1820 † 1901) | Eugène Chevandier de Valdrome (1810 † 1878) Directeur verrerie de Cirey ép. Pauline Sahler (1820 † 1901) | Eugène Chevandier de Valdrome (1810 † 1878) Directeur verrerie de Cirey ép. Pauline Sahler (1820 † 1901) |                                             |                                             | Paul Chevandier de Valdrome (1817 † 1877) Artiste peintre ép. Émilie Lelarge | Paul Chevandier de Valdrome (1817 † 1877) Artiste peintre ép. Émilie Lelarge | Paul Chevandier de Valdrome (1817 † 1877) Artiste peintre ép. Émilie Lelarge | Paul Chevandier de Valdrome (1817 † 1877) Artiste peintre ép. Émilie Lelarge | Paul Chevandier de Valdrome (1817 † 1877) Artiste peintre ép. Émilie Lelarge | Paul Chevandier de Valdrome (1817 † 1877) Artiste peintre ép. Émilie Lelarge |                                       |                                       | Hortense Chevandier de Valdrome (1813 † 1879) baronne de Prailly       | Hortense Chevandier de Valdrome (1813 † 1879) baronne de Prailly       | Hortense Chevandier de Valdrome (1813 † 1879) baronne de Prailly       | Hortense Chevandier de Valdrome (1813 † 1879) baronne de Prailly       | Hortense Chevandier de Valdrome (1813 † 1879) baronne de Prailly       | Hortense Chevandier de Valdrome (1813 † 1879) baronne de Prailly       |                                                            |                                                            | Nicolas Husson Baron de Prailly (1804 † 1881) Président du Tribunal de Nancy        | Nicolas Husson Baron de Prailly (1804 † 1881) Président du Tribunal de Nancy        | Nicolas Husson Baron de Prailly (1804 † 1881) Président du Tribunal de Nancy        | Nicolas Husson Baron de Prailly (1804 † 1881) Président du Tribunal de Nancy        | Nicolas Husson Baron de Prailly (1804 † 1881) Président du Tribunal de Nancy        | Nicolas Husson Baron de Prailly (1804 † 1881) Président du Tribunal de Nancy        |                                                    |                                                    |                                                                         |                                                                         |                                                                         |                                                                         |                                                                         |                                                                         |  |  |                                                                          |                                                                          |                                                                          |                                                                          |                                                                          |                                                                          |                                      |                                      |                                                                |                                                                |                                                                |                                                                |                                                                |                                                                |  |  | | | | | | |
| | | | | | |  |  | | | | | | |                                             |                                             |                                                                              |                                                                              |                                                                              |                                                                              |                                                                              |                                                                              |                                       |                                       |                                                                        |                                                                        |                                                                        |                                                                        |                                                                        |                                                                        |                                                            |                                                            |                                                                                     |                                                                                     |                                                                                     |                                                                                     |                                                                                     |                                                                                     |                                                    |                                                    |                                                                         |                                                                         |                                                                         |                                                                         |                                                                         |                                                                         |  |  |                                                                          |                                                                          |                                                                          |                                                                          |                                                                          |                                                                          |                                      |                                      |                                                                |                                                                |                                                                |                                                                |                                                                |                                                                |  |  | | | | | | |
| | | | | | |  |  | sans descendance                                                                                         | sans descendance                                                                                         | sans descendance                                                                                         | sans descendance                                                                                         | sans descendance                                                                                         | sans descendance                                                                                         |                                             |                                             | Armand Chevandier de Valdrome Agent consulaire (1865 † 1914)                 | Armand Chevandier de Valdrome Agent consulaire (1865 † 1914)                 | Armand Chevandier de Valdrome Agent consulaire (1865 † 1914)                 | Armand Chevandier de Valdrome Agent consulaire (1865 † 1914)                 | Armand Chevandier de Valdrome Agent consulaire (1865 † 1914)                 | Armand Chevandier de Valdrome Agent consulaire (1865 † 1914)                 |                                       |                                       |                                                                        |                                                                        |                                                                        |                                                                        | Berthe Husson de Prailly (1835 † 1910) comtesse de Guichen             | Berthe Husson de Prailly (1835 † 1910) comtesse de Guichen             | Berthe Husson de Prailly (1835 † 1910) comtesse de Guichen | Berthe Husson de Prailly (1835 † 1910) comtesse de Guichen | Berthe Husson de Prailly (1835 † 1910) comtesse de Guichen                          | Berthe Husson de Prailly (1835 † 1910) comtesse de Guichen                          |                                                                                     |                                                                                     | Alphonse du Bouëxic comte de Guichen (1822 † 1894)                                  | Alphonse du Bouëxic comte de Guichen (1822 † 1894)                                  | Alphonse du Bouëxic comte de Guichen (1822 † 1894) | Alphonse du Bouëxic comte de Guichen (1822 † 1894) | Alphonse du Bouëxic comte de Guichen (1822 † 1894)                      | Alphonse du Bouëxic comte de Guichen (1822 † 1894)                      |                                                                         |                                                                         |                                                                         |                                                                         |  |  |                                                                          |                                                                          |                                                                          |                                                                          |                                                                          |                                                                          |                                      |                                      |                                                                |                                                                |                                                                |                                                                |                                                                |                                                                |  |  | | | | | | |
| | | | | | |  |  | sans descendance                                                                                         | sans descendance                                                                                         | sans descendance                                                                                         | sans descendance                                                                                         | sans descendance                                                                                         | sans descendance                                                                                         |                                             |                                             | Armand Chevandier de Valdrome Agent consulaire (1865 † 1914)                 | Armand Chevandier de Valdrome Agent consulaire (1865 † 1914)                 | Armand Chevandier de Valdrome Agent consulaire (1865 † 1914)                 | Armand Chevandier de Valdrome Agent consulaire (1865 † 1914)                 | Armand Chevandier de Valdrome Agent consulaire (1865 † 1914)                 | Armand Chevandier de Valdrome Agent consulaire (1865 † 1914)                 |                                       |                                       |                                                                        |                                                                        |                                                                        |                                                                        | Berthe Husson de Prailly (1835 † 1910) comtesse de Guichen             | Berthe Husson de Prailly (1835 † 1910) comtesse de Guichen             | Berthe Husson de Prailly (1835 † 1910) comtesse de Guichen | Berthe Husson de Prailly (1835 † 1910) comtesse de Guichen | Berthe Husson de Prailly (1835 † 1910) comtesse de Guichen                          | Berthe Husson de Prailly (1835 † 1910) comtesse de Guichen                          |                                                                                     |                                                                                     | Alphonse du Bouëxic comte de Guichen (1822 † 1894)                                  | Alphonse du Bouëxic comte de Guichen (1822 † 1894)                                  | Alphonse du Bouëxic comte de Guichen (1822 † 1894) | Alphonse du Bouëxic comte de Guichen (1822 † 1894) | Alphonse du Bouëxic comte de Guichen (1822 † 1894)                      | Alphonse du Bouëxic comte de Guichen (1822 † 1894)                      |                                                                         |                                                                         |                                                                         |                                                                         |  |  |                                                                          |                                                                          |                                                                          |                                                                          |                                                                          |                                                                          |                                      |                                      |                                                                |                                                                |                                                                |                                                                |                                                                |                                                                |  |  | | | | | | |
| | | | | | |  |  | | | | | | |                                             |                                             |                                                                              |                                                                              |                                                                              |                                                                              |                                                                              |                                                                              |                                       |                                       |                                                                        |                                                                        |                                                                        |                                                                        |                                                                        |                                                                        |                                                            |                                                            |                                                                                     |                                                                                     |                                                                                     |                                                                                     |                                                                                     |                                                                                     |                                                    |                                                    |                                                                         |                                                                         |                                                                         |                                                                         |                                                                         |                                                                         |  |  |                                                                          |                                                                          |                                                                          |                                                                          |                                                                          |                                                                          |                                      |                                      |                                                                |                                                                |                                                                |                                                                |                                                                |                                                                |  |  | | | | | | |
| | | | | | |  |  | | | | | | |                                             |                                             | Édith Damase belle-sœur de la romancière Colette                             | Édith Damase belle-sœur de la romancière Colette                             | Édith Damase belle-sœur de la romancière Colette                             | Édith Damase belle-sœur de la romancière Colette                             | Édith Damase belle-sœur de la romancière Colette                             | Édith Damase belle-sœur de la romancière Colette                             |                                       |                                       |                                                                        |                                                                        |                                                                        |                                                                        |                                                                        |                                                                        |                                                            |                                                            | Joseph du Bouëxic comte de Guichen (1862 † 1921) Maire de Cirey en 1911             | Joseph du Bouëxic comte de Guichen (1862 † 1921) Maire de Cirey en 1911             | Joseph du Bouëxic comte de Guichen (1862 † 1921) Maire de Cirey en 1911             | Joseph du Bouëxic comte de Guichen (1862 † 1921) Maire de Cirey en 1911             | Joseph du Bouëxic comte de Guichen (1862 † 1921) Maire de Cirey en 1911             | Joseph du Bouëxic comte de Guichen (1862 † 1921) Maire de Cirey en 1911             |                                                    |                                                    |                                                                         |                                                                         |                                                                         |                                                                         |                                                                         |                                                                         |  |  |                                                                          |                                                                          |                                                                          |                                                                          |                                                                          |                                                                          |                                      |                                      |                                                                |                                                                |                                                                |                                                                |                                                                |                                                                |  |  | | | | | | |